# 애착 이론

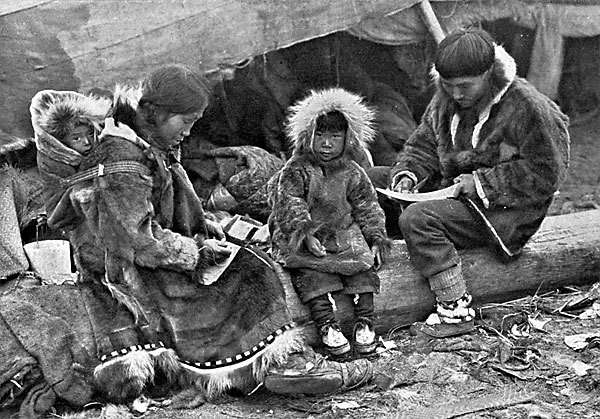
영유아에게 행동 체계의 "목표"는 애착 대상, 즉 부모와의 근접성을 유지하거나 확보하는 것이다.

애착 이론(attachment theory)은 장기적 인간 관계의 근본 원인을 설명하는 이론이다. 심리학적, 진화적 틀로서, 특히 영아와 주 양육자 간의 초기 유대의 중요성에 초점을 맞춰 인간 관계를 다룬다. 정신과 의사이자 정신분석학자인 존 볼비(1907~1990)가 개발했으며, 영아가 생존을 확보하고 건강한 사회 및 정서 기능을 발달시키기 위해 적어도 한 명의 주 양육자와 긴밀한 관계를 형성해야 한다고 주장한다.
애착 이론의 중요한 측면은 영아가 특히 스트레스 상황에서 애착 대상에게 근접성을 추구한다는 관찰이다. 양육자가 사회적 상호작용에 민감하고 반응하며, 특히 생후 6개월에서 2세 사이에 지속적으로 존재할 때 안정적인 애착이 형성된다. 아이들은 성장하면서 이 애착 대상을 안전 기지로 삼아 세상을 탐험하고 위안을 얻기 위해 돌아온다. 양육자와의 상호작용은 애착 패턴을 형성하며, 이는 미래의 관계에 영향을 미치는 내적 작동 모델을 만들어낸다. 애착 대상의 상실에 따른 분리 불안이나 슬픔은 애착을 형성한 영아에게 정상적이고 적응적인 반응으로 간주된다.
발달심리학자인 메리 에인스워스의 1960년대와 70년대 연구는 볼비의 작업을 확장하여 "안전 기지" 개념, 영아의 고통에 대한 어머니의 반응성과 민감성의 영향, 그리고 영아의 애착 패턴(안정, 회피, 불안, 혼란 애착)을 규명했다. 1980년대에는 애착 이론이 성인 관계와 성인 애착으로 확장되어 유아기 이후에도 적용될 수 있게 되었다. 볼비의 이론은 진화생물학, 대상 관계론, 제어이론, 동물행동학, 인지심리학의 개념을 통합했으며, 그의 3부작 『애착과 상실』(1969–82)에서 완전히 명료화되었다.
초기에는 학술 심리학자와 정신분석학자들로부터 비판을 받았지만, 애착 이론은 초기 사회 발달을 이해하는 데 지배적인 접근 방식이 되었고 광범위한 연구를 촉발했다. 기질, 사회적 복잡성, 개별 애착 패턴의 한계와 관련된 일부 비판에도 불구하고, 이 이론의 핵심 개념은 널리 받아들여졌고 치료 관행 및 사회 및 보육 정책에 영향을 미쳤다. 애착 이론에 대한 최근 비판자들은 이 이론이 어머니의 영향력을 과도하게 강조하고 유전자적, 문화적, 더 넓은 가족적 요소를 간과한다고 주장하며, 성인 애착이 공유된 양육보다는 유전자와 개별 경험에 더 강력하게 영향을 받는다는 연구를 제시한다.

## 애착

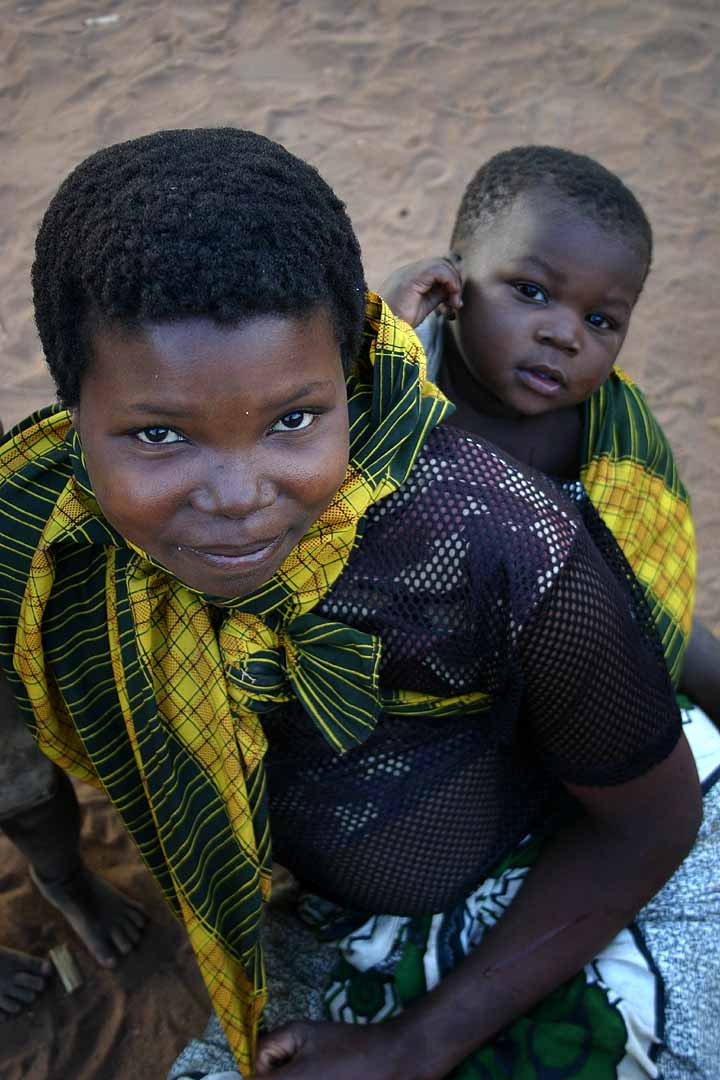
어머니가 주된 애착 대상인 것이 일반적이지만, 영아는 자신과의 사회적 상호작용에서 민감하고 반응적인 어떤 양육자와도 애착을 형성한다.

애착 이론에서 애착은 개인과 애착 대상(보통 양육자/보호자) 사이의 정서적 유대 또는 끈을 의미한다. 이러한 유대는 두 성인 사이에서는 상호적일 수 있지만, 아동과 양육자 사이에서는 아동의 안전, 안정, 보호에 대한 필요를 기반으로 하며, 이는 영유아기에 가장 중요하다. 애착 이론은 인간 관계를 철저하게 설명하는 것도 아니고, 사랑과 애정의 동의어도 아니다. 비록 이러한 감정들이 유대의 존재를 나타낼 수 있지만 말이다. 아동과 성인의 관계에서 아동의 유대는 "애착"이라 불리며, 양육자의 상응하는 유대는 "양육 유대"라 불린다. 이 이론은 아동이 생존, 궁극적으로는 유전적 복제를 목적으로 본능적으로 양육자에게 애착을 느낀다고 제안한다. 생물학적 목표는 생존이며 심리학적 목표는 안정이다. 아동이 애착 대상과 맺는 관계는 위협적인 상황에서 특히 중요하다. 안전한 대상에게 접근할 수 있으면 위협적인 상황에 처했을 때 아동의 두려움이 감소한다. 두려움 수준 감소는 일반적인 정신 안정에 중요할 뿐만 아니라, 아동이 위협적인 상황에 어떻게 반응할지에도 영향을 미친다. 지지적인 애착 대상의 존재는 아동의 발달기에 특히 중요하다. 지지 외에도 양육자와 아동 관계에서는 동조(정확한 이해와 정서적 연결)가 매우 중요하다. 양육자가 아동에게 제대로 동조하지 못하면 아동은 오해받고 불안해할 수 있다.
영아는 자신과의 사회적 상호작용에서 민감하고 반응적인 일관된 양육자에게 애착을 형성한다. 사회적 참여의 질은 시간의 양보다 더 영향력이 있다. 친모가 보통 주된 애착 대상이지만, 오랜 기간 동안 지속적으로 "어머니 같은" 방식으로 행동하는 사람이라면 누구든지 그 역할을 맡을 수 있다. 애착 이론에서는 이것이 영아와의 활발한 사회적 상호작용과 신호 및 접근에 대한 즉각적인 반응을 포함하는 일련의 행동을 의미한다. 이론상으로는 아버지가 대부분의 보육과 관련 사회적 상호작용을 제공한다면 주된 애착 대상이 될 가능성이 동일하다는 점을 부정하지 않는다. "2차 애착 대상"인 아버지와의 안정적인 애착은 주 애착 대상인 어머니와의 불만족스러운 애착으로 인한 잠재적인 부정적 영향을 상쇄할 수도 있다.
일부 영아는 양육자를 구분하기 시작하자마자 거의 즉시 둘 이상의 애착 대상에게 애착 행동(근접성 추구)을 보인다. 대부분은 2년째에 그렇게 한다. 이 대상들은 주 애착 대상을 최상위로 하여 계층적으로 배열된다. 애착 행동 체계의 목표는 접근 가능하고 이용 가능한 애착 대상과의 유대를 유지하는 것이다. "경보"는 위험에 대한 두려움으로 인해 애착 행동 체계가 활성화되는 것을 나타내는 용어이다. "불안"은 애착 대상으로부터 단절될 것에 대한 예상 또는 두려움이다. 대상이 이용 불가능하거나 반응하지 않으면 분리 고통이 발생한다. 영아의 경우, 물리적 분리는 불안과 분노를 일으키고, 이어서 슬픔과 절망을 초래할 수 있다. 3, 4세가 되면 물리적 분리는 아동의 애착 대상과의 유대에 더 이상 큰 위협이 되지 않는다. 나이가 많은 아동과 성인의 안정에 대한 위협은 장기적인 부재, 의사소통 단절, 정서적 비이용성 또는 거절이나 버림받았다는 신호에서 비롯된다.

### 행동

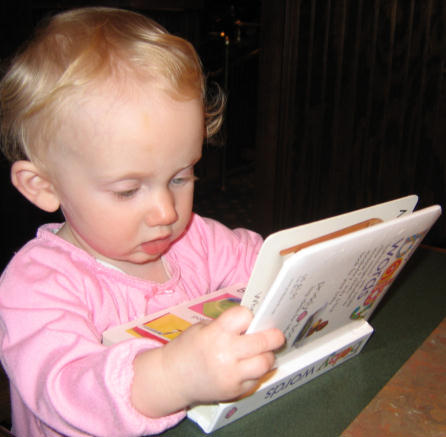
불안정한 애착 패턴은 탐색과 자신감 성취를 저해할 수 있다. 안정적으로 애착된 아기는 자유롭게 주변 환경에 집중할 수 있다.

애착 행동 체계는 애착 대상에게 근접성을 확보하거나 유지하는 역할을 한다.
애착 전 행동은 생후 6개월 이내에 나타난다. 첫 번째 단계(첫 두 달) 동안 영아는 웃고, 옹알이하고, 울면서 잠재적인 양육자의 주의를 끈다. 이 시기의 영아는 양육자를 구별하는 법을 배우지만, 이러한 행동은 주변의 모든 사람에게 향한다.
두 번째 단계(2개월에서 6개월) 동안 영아는 익숙한 성인과 낯선 성인을 구별하며, 양육자에게 더 반응적으로 변한다. 따라다니기, 매달리기 등이 행동의 범위에 추가된다. 양육자를 향한 영아의 행동은 안전하다고 느끼게 하는 조건을 달성하기 위한 목표 지향적인 방식으로 조직된다.
생후 1년 말까지 영아는 근접성 유지를 목적으로 하는 다양한 애착 행동을 보일 수 있다. 이는 양육자의 떠남에 대한 항의, 양육자의 돌아옴에 대한 인사, 두려울 때 매달리기, 그리고 움직일 수 있을 때 따라다니는 것으로 나타난다.
운동 기능의 발달과 함께 영아는 양육자를 "안전 기지"로 사용하여 탐색을 시작한다.:71 영아가 양육자의 애착 체계가 이완되어 자유롭게 탐색할 수 있기 때문에 양육자가 있을 때 탐색이 더 활발해진다. 양육자가 접근 불가능하거나 반응하지 않으면 애착 행동이 더 강하게 나타난다. 불안, 두려움, 질병, 피로는 아동이 애착 행동을 증가시키게 만든다.
두 살 이후, 아동이 양육자를 독립적인 사람으로 인식하기 시작하면서 더 복잡하고 목표 지향적인 협력 관계가 형성된다. 아동은 다른 사람의 목표와 감정을 인지하기 시작하고 그에 따라 행동을 계획한다.

### 원칙
현대 애착 이론은 세 가지 원칙을 기반으로 한다.
1. 유대는 인간의 내재적인 필요이다.
2. 활력을 높이기 위한 감정 및 두려움의 조절.
3. 적응력과 성장을 촉진한다.

인간을 포함한 대부분의 사회적 영장류에게서 나타나는 흔한 애착 행동과 감정은 적응적이다. 이들 종의 장기적인 진화는 개체나 집단의 생존 가능성을 높이는 사회적 행동을 선택하는 과정을 포함했다. 영아가 익숙한 사람 근처에 머무는 흔히 관찰되는 애착 행동은 초기 적응 환경에서 안전상의 이점이 있었으며 오늘날에도 유사한 이점이 있다. 볼비는 초기 적응 환경을 현재의 수렵채집 사회와 유사하다고 보았다. 낯설음, 혼자 있는 것, 빠른 접근 등 잠재적으로 위험한 상황을 감지하는 능력에는 생존상의 이점이 있다. 볼비에 따르면, 위협에 직면했을 때 애착 대상에게 근접성을 추구하는 것이 애착 행동 체계의 "목표"이다.
볼비의 원래 설명인 6개월에서 2~3세 사이의 애착이 형성될 수 있는 결정적 시기에 대한 개념은 후기 연구자들에 의해 수정되었다. 이 연구자들은 실제로 애착이 가능하다면 형성될 민감한 시기가 존재하지만, 그 시간적 틀이 더 넓고 그 효과가 처음 제안된 것보다 덜 고정적이고 비가역적임을 보여주었다.
추가 연구를 통해 애착 이론을 논하는 저자들은 사회 발달이 초기 관계뿐만 아니라 후기 관계에 의해서도 영향을 받는다는 점을 인식하게 되었다. 애착의 초기 단계는 영아가 한 명의 양육자를 갖거나 소수의 다른 사람들의 간헐적인 돌봄을 받을 때 가장 쉽게 일어난다. 볼비에 따르면, 거의 처음부터 많은 아동들은 둘 이상의 대상에게 애착 행동을 보인다. 이 대상들은 똑같이 취급되지 않는다. 아동이 주로 한 특정 사람에게 애착 행동을 보이는 강한 편향이 있다. 볼비는 이러한 편향을 설명하기 위해 "단일성(monotropy)"이라는 용어를 사용했다. 연구자들과 이론가들은 이 개념이 특별한 대상과의 관계가 다른 대상과의 관계와 질적으로 다르다는 의미로 해석될 수 있는 한도 내에서는 이 개념을 포기했다. 오히려 현재의 사고는 관계의 명확한 위계를 상정한다.
양육자와의 초기 경험은 점차 자기 및 타인에 대한 사고, 기억, 신념, 기대, 감정, 행동 체계를 형성한다. 이 체계는 "사회적 관계의 내적 작동 모델"이라 불리며, 시간과 경험에 따라 계속 발달한다.
내적 모델은 자기 및 애착 대상의 애착 관련 행동을 조절하고, 해석하고, 예측한다. 환경 및 발달 변화에 따라 발달하면서 과거 및 미래의 애착 관계를 반성하고 소통하는 능력을 포함한다. 이는 아동이 새로운 유형의 사회적 상호작용을 처리할 수 있게 한다. 예를 들어, 영아는 나이가 많은 아동과 다르게 다루어져야 한다는 것을 알거나, 교사 및 부모와의 상호작용이 공통적인 특징을 공유한다는 것을 안다. 심지어 코치와의 상호작용도 유사한 특징을 공유한다. 부모뿐만 아니라 코치와도 안전한 애착 관계를 맺는 운동선수는 그들이 하는 운동 분야에서 성장하는 데 중요한 역할을 할 것이기 때문이다. 이 내적 작동 모델은 성인기까지 계속 발달하며, 우정, 결혼, 육아 등 다양한 행동과 감정을 포함하는 관계를 다루는 데 도움을 준다.
애착 발달은 상호작용적인 과정이다. 특정 애착 행동은 영아기에 예측 가능하고 명백히 선천적인 행동으로 시작된다. 이는 부분적으로 경험에 의해, 부분적으로는 상황적 요인에 의해 나이가 들면서 변화한다. 애착 행동은 나이가 들면서 관계에 의해 형성되는 방식으로 변화한다. 양육자와 재회했을 때 아동의 행동은 양육자가 이전에 아동을 어떻게 대했는지뿐만 아니라, 아동이 양육자에게 미친 영향의 역사에 의해서도 결정된다.

### 문화적 차이
서구 문화권의 육아에서는 주로 어머니에 대한 단일 애착에 초점을 맞춘다. 이 이인 모델은 안정적이고 정서적으로 유능한 아동을 양성하는 유일한 애착 전략이 아니다. 한 명의 믿을 수 있고 반응적이며 민감한 양육자(), 즉 어머니의 존재가 아동의 궁극적인 성공을 보장하지 않는다. 이스라엘, 네덜란드, 동아프리카 연구 결과에 따르면 여러 양육자를 가진 아동은 안정감을 느낄 뿐만 아니라 "세상을 다양한 관점에서 보는 더 향상된 능력"을 발달시켰다. 이러한 증거는 농촌 탄자니아에 존재하는 수렵채집 공동체에서 더 쉽게 찾아볼 수 있다.
과거와 현재의 수렵채집 공동체에서는 어머니가 주된 양육자였지만, 아동의 생존을 책임지는 모성적 책임을 다양한 보조양육자(allomother)와 공유한다. 따라서 어머니는 중요하지만, 아동이 관계적 애착을 형성할 수 있는 유일한 기회는 아니다. 여러 집단 구성원(혈연 관계 유무와 상관없이)이 아동 양육에 기여하여 양육 역할을 공유하므로, 다중 애착의 원천이 될 수 있다. "다중 애착의 진화에 중대한 영향을 미쳤을" 공동 양육의 증거는 역사를 통해 존재한다.
"도시가 아닌" 인도에서 가족은 보통 3세대(때로는 4세대: 증조부모, 조부모, 부모, 자녀)로 구성되는데, 자녀는 4~6명의 양육자 중에서 자신의 "애착 대상"을 선택할 수 있다. 자녀의 "삼촌과 숙모"(부모의 형제자매 및 배우자)도 자녀의 심리사회적 풍요에 기여한다.
수년간 논쟁이 있었고 문화마다 차이가 있지만, 연구에 따르면 애착 이론의 세 가지 기본 측면은 어느 정도 보편적이다. 이스라엘과 일본에서 진행된 연구는 서유럽과 미국에서 완료된 여러 연구와 다른 결과를 보였다. 지배적인 가설은 다음과 같다: 1) 안정 애착이 가장 바람직한 상태이며 가장 널리 퍼져 있다; 2) 어머니의 민감성이 영아의 애착 패턴에 영향을 미친다; 3) 특정 영아 애착은 나중의 사회적 및 인지적 능력을 예측한다.

## 실증 연구 및 이론적 발달
존 볼비는 처음에 애착을 영아의 생존을 보장하는 진화 시스템으로 개념화했다. 메리 에인스워스는 낯선 상황 실험과 같은 관찰 연구를 통해 실증적 검증을 제공했다.
낯선 상황 실험 동안 네 명의 참가자가 일련의 여덟 가지 "에피소드" 경험에 참여한다. 이 참가자들은 어머니, 아기, 낯선 사람, 그리고 관찰자이다.
1. 어머니는 관찰자와 함께 아기를 방으로 데리고 들어가고 관찰자는 떠난다.
2. 어머니는 아기를 지정된 위치에 내려놓고, 아기가 주의를 끌 때까지 조용히 의자에 앉아 있는다.
3. 낯선 사람이 들어와 1분간 조용히 앉아 있다가 어머니와 1분간 대화하고, 점차 아기에게 다가간다. 그리고 어머니는 방을 나간다.
4. 아기가 장난감을 가지고 놀고 있으면 낯선 사람은 그저 관찰한다. 아기가 장난감을 가지고 놀고 있지 않으면 낯선 사람은 아기가 장난감에 흥미를 갖도록 노력한다. 아기가 괴로워하면 낯선 사람은 아기를 위로하려고 노력한다.
5. 어머니가 들어와 문간에 잠시 멈춰서 아기가 자신의 존재에 반응할 수 있도록 한다. 그러면 낯선 사람은 떠난다. 아기가 다시 장난감을 가지고 놀기 시작하면 어머니는 다시 떠나면서 "잘 가"라고 말한다.
6. 아기는 3분 동안 혼자 있게 되며, 아기가 너무 괴로워 위로가 필요할 경우는 제외한다.
7. 낯선 사람이 들어와 네 번째 에피소드와 동일한 행동을 반복한다.
8. 어머니가 돌아오고, 낯선 사람이 떠나며, 어머니는 아기와 재회한다.

이 여덟 에피소드는 인접한 방을 통해 관찰되었고, 아기의 반응은 다양한 유형의 애착 행동으로 분류되었다.
브레더턴(1992)은 볼비의 다학제적 틀을 강조하며 이 이론적 발달을 이었다. 그는 동물행동학, 정신분석학, 인지 과학의 개념에 의존했다. 에인스워스는 영아 양육자의 상호작용 경험에 따른 애착 유형의 체계적인 분류를 도입했다.
이러한 기반 위에 Main과 Solomon(1990)은 원래의 애착 분류를 확장하여 혼란/혼돈 애착 유형을 식별했다. 그들은 양육자와 재회했을 때 영아가 모순되거나 혼란스러운 행동을 보이는 것을 관찰했다. 이는 애착 패턴에 대한 이해를 더욱 복잡하게 만들었고, 임상 실습 및 발달 연구에 영향을 미쳤다.
실증 연구는 초기 애착이 어떻게 형성되고 여러 세대에 걸쳐 전승되는지를 추가로 분류했다. Beebe 등(2010)은 미세 분석 방법을 사용하여 4개월 된 어머니-영아 상호작용을 연구했다. 그들은 Strange Situation Procedure를 사용하여 12개월에 조정된 시선과 음성 정서가 애착 안정성을 예측한다고 결론 내렸다. 유사하게, Steele 등(1996)은 부모의 애착 분류와 영아의 애착 분류 사이에 세대 간 연속성이 있음을 발견했다.
애착 이론의 원리를 지지하는 가장 영향력 있는 연구 중 하나는 해리 할로우가 수행했다. 할로우의 붉은털원숭이 연구는 애착 형성에 있어 보살핌과 정서적 편안함의 결정적인 중요성을 입증했다. 이 실험에서 새끼 원숭이들은 생모와 분리되어 두 개의 무생물 대리모 중 하나를 선택할 수 있었다: 하나는 철사와 나무로 만들어졌고, 다른 하나는 스펀지와 천으로 만들어졌다. 또한 원숭이들은 두 가지 조건 중 하나에 배정되었다: 철사 어머니가 우유를 제공하고 천 어머니는 음식을 제공하지 않는 조건, 그리고 천 어머니가 음식을 제공하고 철사 어머니는 그렇지 않은 조건. 두 조건 모두에서 새끼 원숭이들은 압도적으로 천 어머니를 선호했으며, 영양을 제공하지 않더라도 편안함과 안정감을 위해 천 어머니에게 매달렸다. 새끼 원숭이의 선호는 단순히 먹이를 주는 것보다 편안함, 따뜻함, 정서적 안정감의 중요성을 강조했다. 할로우의 작업은 애정과 정서적 안정감에 대한 필요가 초기 발달의 근본적인 측면이며, 이후의 사회적 및 정서적 결과에도 영향을 미친다는 볼비의 주장을 강력히 지지했다. 분명히 아동은 단순히 음식과 주거 이상의 것을 필요로 한다. 그들은 안정감을 발달시키기 위해 정서적 동조와 신뢰할 수 있는 위로의 원천을 필요로 한다. 이는 "안전 기지"의 중요성을 제시한다. 안전 기지는 아동이 괴로울 때 의지할 수 있는 지지적인 양육자가 있다는 것을 알면서 자신 있게 환경을 탐색할 수 있도록 한다. 이러한 수준의 반응성뿐만 아니라 따뜻함과 반응성은 성공적인 관계와 애착에 필수적이다.
애착 이론은 성인 관계 영역으로도 확장되었다. 성인의 낭만적 애착은 Fraley와 Shaver (2000)에 의해 검토되었는데, 그들은 애착 행동이 영아기에 관찰된다고 주장했다. 근접성 추구와 안전 기지 반응 또한 성인의 낭만적 관계에서 존재했다. 이 검토는 애착 틀이 평생에 걸쳐 어떻게 적용될 수 있는지를 보여주며, 연속성, 측정 및 개인차에 대한 진행 중인 논쟁을 강조한다.
이론적 진보와 실증 연구는 모두 초기 관계 경험의 중요성을 강조한다. 또한 발달 단계와 관계에 걸쳐 다양한 맥락에서 애착 이론의 광범위한 적용을 지지한다.

## 애착 유형

애착 이론 유형

주어진 상황에서 아동의 애착 행동의 강도는 애착 유대의 "강도"를 나타내지 않는다. 일부 불안정한 아동은 일상적으로 매우 두드러진 애착 행동을 보이지만, 많은 안정적인 아동은 강렬하거나 빈번한 애착 행동을 보일 필요가 없음을 발견한다.

애착 유형이 다른 개인은 낭만적 사랑 기간, 가용성, 사랑 파트너의 신뢰 능력, 사랑 준비도에 대해 다른 신념을 가지고 있다.

### 안정 애착
부모(또는 기타 익숙한 양육자)에게 안정적으로 애착된 유아는 양육자가 있을 때 자유롭게 탐색하고, 일반적으로 낯선 사람과 상호작용하며, 양육자가 떠날 때 눈에 띄게 불안해하고, 양육자가 돌아올 때 대체로 기뻐한다. 그러나 탐색과 고통의 정도는 아동의 기질적 구성과 상황적 요인뿐만 아니라 애착 상태에 의해서도 영향을 받는다. 아동의 애착은 주로 주 양육자의 필요에 대한 민감성에 의해 영향을 받는다. 자녀의 필요에 일관적으로(또는 거의 항상) 반응하는 부모는 안정적으로 애착된 자녀를 양육한다. 이러한 아동은 부모가 자신의 필요와 의사소통에 반응할 것이라고 확신한다.
메리 에인스워스(Mary Ainsworth) 등의 1978년 연구 중 낯선 상황 전통적 코딩에서 안정 애착 영아는 "그룹 B" 영아로 지정되며, B1, B2, B3, B4로 세분화된다. 이 하위 그룹들은 양육자의 출입에 대한 다양한 스타일의 반응을 나타내지만, 에인스워스와 동료들은 이들에게 특별한 명칭을 부여하지 않았다. 그러나 그들의 묘사된 행동은 다른 사람들(에인스워스의 학생들을 포함)이 이 하위 그룹들에 대해 비교적 "느슨한" 용어를 고안하도록 이끌었다. B1은 "안정-내성적", B2는 "안정-억제적", B3는 "안정-균형적", B4는 "안정-반응적"이라고 불려왔다. 그러나 학술 출판물에서는 영아의 분류(하위 그룹이 표시되는 경우)는 일반적으로 단순히 "B1" 또는 "B2"로 표시되며, 애착 이론에 대한 더 이론적이고 검토 지향적인 논문에서는 위 용어를 사용할 수 있다. 안정 애착은 사회 전반에서 가장 흔하게 볼 수 있는 애착 관계 유형이다.
안정적으로 애착된 아동은 필요할 때 돌아올 수 있는 안전 기지(양육자)가 있다는 것을 알 때 가장 잘 탐색할 수 있다. 도움이 제공되면 이는 안정감을 강화하고, 부모의 도움이 유용하다고 가정하면 아동이 미래에 같은 문제를 해결하는 방법을 교육한다. 따라서 안정 애착은 가장 적응적인 애착 유형으로 볼 수 있다. 일부 심리학 연구자들에 따르면, 부모가 아동의 필요를 반응적이고 적절하게 충족시켜줄 수 있을 때 아동은 안정적으로 애착된다. 영유아기에는 부모가 자녀에게 보살핌과 주의를 기울이면 그 자녀는 안정 애착을 형성할 가능성이 더 높다.

### 불안-양가 애착
불안-양가 애착은 불안정 애착의 한 형태이며, "저항 애착"으로 잘못 불리기도 한다. 일반적으로 불안-양가 애착 유형을 가진 아동은 (낯선 상황에서) 거의 탐색하지 않으며, 부모가 있어도 낯선 사람을 경계하는 경우가 많다. 양육자가 떠나면 아동은 울거나 소리치는 등의 행동을 보이며 심하게 괴로워한다. 아동은 양육자가 돌아올 때 일반적으로 양가적인 태도를 보인다. 불안-양가 전략은 예측할 수 없이 반응하는 양육에 대한 반응이며, 재회 시 양육자를 향한 분노(양가적 저항, C1) 또는 무력감(양가적 수동, C2)의 표출은 상호작용을 선제적으로 통제하여 양육자의 가용성을 유지하기 위한 조건부 전략으로 간주될 수 있다.
C1(양가적 저항) 하위 유형은 "저항 행동이 특히 눈에 띄게 나타날 때" 코딩된다. "접촉과 상호작용을 추구하면서도 저항하는 혼합된 태도는 분명히 분노의 특성을 가지며, 실제로 분노의 톤이 분리 전 에피소드에서 행동을 특징 지을 수도 있다."
C2(양가적 수동) 하위 유형에 대해 메리 에인스워스(Mary Ainsworth) 등은 다음과 같이 썼다.
아마도 C2 영아의 가장 눈에 띄는 특징은 수동성일 것이다. 낯선 상황 전반에 걸쳐 탐색 행동이 제한적이며, 상호작용 행동 또한 능동적인 시작이 상대적으로 부족하다. 그럼에도 불구하고, 재회 에피소드에서는 분명히 어머니와의 근접성과 접촉을 원하지만, 능동적으로 접근하기보다는 신호를 사용하려는 경향이 있고, 내려놓으려는 것에 대해 능동적으로 저항하기보다는 항의하는 경향이 있다... 일반적으로 C2 아기는 C1 아기만큼 눈에 띄게 화를 내지 않는다.

McCarthy와 Taylor (1999)의 연구에 따르면, 아동 학대 경험이 있는 아동은 양가적 애착을 형성할 가능성이 더 높았다. 이 연구는 또한 양가적 애착을 가진 아동이 성인이 되었을 때 친밀한 관계를 유지하는 데 어려움을 겪을 가능성이 더 높다는 것을 발견했다.

### 거부-회피 애착
거부-회피 애착 패턴을 가진 영아는 양육자를 회피하거나 무시하며, 양육자가 떠나거나 돌아올 때 감정을 거의 보이지 않는다. 영아는 누가 있든지 거의 탐색하지 않는다. 1970년대 초, 거부-회피(A)로 분류된 영아는 수수께끼로 여겨졌다. 그들은 분리 시 고통을 보이지 않았고, 양육자가 돌아올 때 무시하거나(A1 하위 유형), 양육자에게 접근하려는 경향과 함께 무시하거나 등을 돌리는 경향을 보였다(A2 하위 유형). 에인스워스와 벨은 회피형 영아의 겉으로는 침착해 보이는 행동이 사실은 고통을 숨기는 가면이라고 이론화했으며, 이는 후에 회피형 영아의 심박수 연구를 통해 입증되었다.
영아는 다음과 같은 경우에 거부-회피형으로 묘사된다.
...재회 에피소드에서 어머니를 두드러지게 회피하는데, 이는 전적으로 무시하는 것으로 이루어질 수 있지만, 때로는 노골적으로 시선을 돌리거나, 등을 돌리거나, 멀리 떨어지기도 한다...어머니가 들어올 때 인사가 있다면, 그것은 단순한 시선이나 미소일 뿐이다...아기는 재회 시 어머니에게 접근하지 않거나, 아기가 어머니를 지나쳐가는 "중단된" 방식으로 접근하거나, 많은 설득 후에만 접근하는 경향이 있다...안겼을 때 아기는 접촉을 유지하려는 행동을 거의 또는 전혀 보이지 않는다. 껴안으려 하지 않고, 시선을 돌리거나, 내려달라고 몸을 뒤척일 수 있다.

에인스워스의 서술 기록에 따르면, 영아는 애착 행동이 거부당한 경험이 있는 경우 스트레스가 많은 낯선 상황에서 양육자를 피했다. 영아의 필요는 자주 충족되지 않았고, 영아는 정서적 필요를 소통하는 것이 양육자에게 아무런 영향을 미치지 않는다고 믿게 되었다.
에인스워스의 학생이었던 메리 메인은 낯선 상황에서의 회피 행동이 "어머니의 거부 조건에서 가능한 근접성을 역설적으로 허용하는 조건부 전략"으로 간주되어야 한다고 이론화하며, 애착 필요성을 강조하지 않아야 한다고 말했다.
메인은 양육자가 일관적으로 영아의 필요에 반응하지 않는 경우 회피 행동이 두 가지 기능을 한다고 제안했다. 첫째, 회피 행동은 영아가 양육자와 조건부적인 근접성을 유지하도록 허용한다: 보호를 유지할 만큼 가깝지만 거절을 피할 만큼 충분히 멀다. 둘째, 회피 행동을 조직하는 인지 과정은 감정으로 압도되어 자신을 통제하지 못하고 조건부 근접성조차 유지할 수 없는 상황에서 양육자와의 친밀함에 대한 충족되지 않은 욕구에서 주의를 돌리는 데 도움이 될 수 있다.

### 혼란-방향감 상실 애착
1983년부터 Crittenden은 A/C 및 기타 새로운 조직화된 분류(아래 참조)를 제안했다. A, B, C 분류와 불일치하는 행동 기록을 바탕으로 에인스워스의 동료 메리 메인은 네 번째 분류를 추가했다. 낯선 상황에서 애착 체계는 양육자의 떠남과 돌아옴에 의해 활성화될 것으로 예상된다. 만약 영아의 행동이 근접성 또는 양육자와의 상대적 근접성을 달성하기 위해 에피소드 전반에 걸쳐 원활하게 조정되지 않는다면, 이는 애착 체계의 혼란 또는 압도(예: 두려움에 의해)를 나타내므로 '혼란'으로 간주된다. 낯선 상황 프로토콜에서 혼란/방향감 상실로 코딩된 영아 행동에는 명백한 두려움의 표현; 동시에 또는 연속적으로 발생하는 모순된 행동 또는 정서; 정형화되고 비대칭적이며 잘못된 방향으로 움직이거나 삐걱거리는 움직임; 또는 얼어붙음과 명백한 해리가 포함된다. 그러나 Lyons-Ruth는 "혼란형 영아의 52%가 명확한 양가적이거나 회피적인 행동 없이도 양육자에게 계속 접근하고, 위안을 찾고, 고통을 멈춘다는 사실이 더 널리 인식되어야 한다"고 촉구했다.

이러한 범주의 이점은 에인스워스 자신의 경험에서, 그녀의 볼티모어 연구에서 사용된 세 가지 분류에 모든 영아 행동을 맞추는 데 어려움을 발견하면서 일찍이 시사되었다. 에인스워스와 동료들은 때때로 
어깨를 움츠리거나, 목 뒤에 손을 대고, 머리를 긴장하여 기울이는 등 긴장된 움직임을 관찰했다. 우리는 그러한 긴장 움직임이 스트레스를 나타낸다고 분명히 인상받았다. 이는 주로 분리 에피소드에서 나타나는 경향이 있었고, 울음의 전조 경향이 있었기 때문이다. 사실, 우리의 가설은 아동이 울음을 통제하려 할 때 이러한 움직임이 나타나며, 울음이 터져 나오면 사라지는 경향이 있다는 것이다.

 이러한 관찰은 에인스워스 학생들의 박사 학위 논문에서도 나타났다. 예를 들어, Crittenden은 자신의 박사 논문 샘플에 포함된 학대받은 영아 중 한 명이 학부생 코더들에 의해 안정형(B)으로 분류되었는데, 이는 낯선 상황에서의 행동이 "회피나 양가성 없이 스트레스 관련 정형적인 머리 기울임을 낯선 상황 내내 보였기 때문"이었고, "이러한 만연한 행동은 스트레스의 정도를 보여주는 유일한 단서였다"고 언급했다.
혼란 애착은 임상의와 정책 입안자뿐만 아니라 연구자들로부터도 빠르게 관심이 증가하고 있다. 그러나 혼란/방향감 상실 애착(D) 분류는 일부로부터 너무 포괄적이라는 비판을 받아왔으며, 에인스워스 자신도 마찬가지였다. 1990년에 에인스워스는 새로운 'D' 분류에 대해 찬성한다고 발표했지만, 이 추가가 "하위 범주를 구별할 수 있다는 점에서 개방형으로 간주되어야 한다"고 촉구했다. 너무 많은 다른 형태의 행동이 동일한 것으로 취급될까봐 우려했기 때문이었다. 실제로, D 분류는 다소 혼란스러운 안정(B) 전략을 사용하는 영아와 희망이 없고 애착 행동을 거의 보이지 않는 영아를 함께 묶는다. 또한 양육자를 볼 때 숨으려 달려가는 영아와 첫 재회에서는 회피(A) 전략을 보이고 두 번째 재회에서는 양가적 저항(C) 전략을 보이는 영아를 동일한 분류에 묶는다. 이러한 우려에 대한 반응으로, George와 Solomon은 낯선 상황에서 혼란/방향감 상실 애착(D)의 지표를 구분했으며, 일부 행동은 '절망 전략'으로, 다른 행동은 애착 체계가 압도되었다는 증거(예: 두려움이나 분노에 의해)로 간주했다.
크리텐던은 혼란/방향감 상실로 분류되는 일부 행동이 회피 및 양가적/저항적 전략의 더 '비상적' 버전으로 간주될 수 있으며, 어느 정도 양육자의 보호적 가용성을 유지하는 기능을 한다고 주장한다. Sroufe et al.은 "혼란 애착 행동(동시적인 접근-회피; 얼어붙음 등)조차도 무섭거나 이해할 수 없는 부모 앞에서 어느 정도의 근접성을 가능하게 한다"는 점에 동의했다. 그러나 "많은 '혼란' 지표가 조직화된 패턴의 측면이라는 가정은 혼란의 개념, 특히 위협의 복잡성과 위험성이 아동의 반응 능력을 넘어설 때의 혼란 개념을 받아들이는 것을 막지 않는다." 예를 들어, "보호 시설에 맡겨진 아동, 특히 여러 번 맡겨진 아동은 종종 침투를 경험한다. 낯선 상황 절차의 비디오에서, 그들은 거부/방치된 아동이 위안을 바라는 침투로 낯선 사람에게 접근했다가, 미지의 잠재적으로 위험한 낯선 사람에 대한 침투하는 두려움에 압도되어 근육 통제를 잃고 바닥에 쓰러지는 경향이 있다."
메인과 헤세는 이들 아동의 어머니 대부분이 영아가 태어나기 직전이나 직후에 큰 상실이나 다른 트라우마를 겪었고, 심한 우울증으로 반응했음을 발견했다. 실제로 고등학교를 졸업하기 전에 부모를 사망으로 잃은 어머니의 56%가 혼란 애착 아동을 가졌다. 후속 연구들은 해결되지 않은 상실의 잠재적 중요성을 강조하면서도 이러한 발견들을 보충했다. 예를 들어, Solomon과 George는 어머니의 해결되지 않은 상실이 영아의 혼란 애착과 주로 연관되어 있었는데, 이는 어머니가 상실 이전에 해결되지 않은 트라우마를 경험했을 때였다.

### 문화권에 따른 범주화 차이
문화권에 따라 낯선 상황 프로토콜에서 편차가 관찰되었다. 1986년 일본 연구(Takahashi)는 60쌍의 일본인 어머니-영아 쌍을 연구하고 에인스워스의 분포 패턴과 비교했다. 안정 애착과 불안정 애착의 범위는 비율에서 유의미한 차이가 없었지만, 일본 불안정 그룹은 저항성 아동만으로 구성되었고, 회피형으로 분류된 아동은 없었다. 이는 일본의 육아 철학이 서구 문화권보다 친밀한 모자 유대를 더 강조했기 때문일 수 있다. 북독일에서는 Grossmann et al. (Grossmann, Huber, & Wartner, 1981; Grossmann, Spangler, Suess, & Unzner, 1985)이 46쌍의 어머니-영아 쌍으로 에인스워스의 낯선 상황을 재현했으며, 높은 회피형 영아 수를 가진 다른 애착 분류 분포를 발견했다: 52% 회피형, 34% 안정형, 13% 저항형 (Grossmann et al., 1985). 이스라엘의 또 다른 연구에서는 양가적 패턴의 빈도가 높았는데, Grossmann et al. (1985)에 따르면 이는 자녀의 독립성을 향한 부모의 더 큰 압력 때문일 수 있다고 한다.

### 후기 패턴과 역동적-성숙 모델
애착에 관한 아동의 정신 상태를 언어로 표현하도록 유도하는 기술들이 개발되었다. 그 중 하나는 "줄기 이야기"인데, 아동에게 애착 문제를 제기하는 이야기의 시작 부분을 들려주고 이를 완성하도록 요청하는 것이다. 이는 나이가 많은 아동, 청소년, 성인에게는 반구조화된 인터뷰를 대신 사용하여 수정되며, 내용이 전달되는 방식이 내용 자체만큼 중요할 수 있다. 그러나 중년기 또는 초기 청소년기(7세에서 13세)에 대한 실질적으로 검증된 애착 측정은 없다.
나이가 많은 아동에 대한 일부 연구는 추가적인 애착 분류를 식별했다. Main과 Cassidy는 영아기의 혼란 행동이 무력하거나 위험할 정도로 예측 불가능한 양육자를 관리하기 위해 아동이 양육자를 통제하거나 징벌하는 행동으로 발전할 수 있음을 관찰했다. 이러한 경우 아동의 행동은 조직화되어 있지만, 연구자들은 가족 내의 위계가 더 이상 그러한 시나리오에서 양육권한을 따르지 않기 때문에 이러한 행동을 혼란의 한 형태로 간주한다.
미국 심리학자 패트리샤 맥킨지 크리텐든은 자신의 애착과 적응의 역동적-성숙 모델 (DMM)에서 보이는 회피 및 양가적 애착 행동의 추가 형태들을 상세히 설명했다. 여기에는 Main과 Cassidy가 식별한 양육 및 징벌 행동(각각 A3 및 C3로 명명됨)뿐만 아니라, 위협적인 부모의 소원(A4)에 강박적으로 순응하는 것과 같은 다른 패턴도 포함된다.
크리텐든의 생각은 볼비의 제안에서 발전했다: "유년기 동안 특정 불리한 상황이 주어지면 특정 종류의 정보의 선택적 배제는 적응적일 수 있다. 그러나 청소년기 및 성인기에 상황이 변할 때, 동일한 형태의 정보의 지속적인 배제는 부적응적이 될 수 있다."
크리텐든은 위험에 대한 인간의 경험이 두 가지 기본 구성 요소로 이루어져 있다고 이론화한다.
1. 잠재적 위험에 의해 유발되는 감정, 크리텐든은 이를 "정서적 정보"라고 부른다. 유아기에는 애착 대상의 설명 없는 부재가 이러한 감정을 유발할 것이다. 둔감하거나 거부적인 양육에 직면한 영아가 애착 대상의 가용성을 유지하기 위해 사용할 수 있는 전략은 해당 애착 대상에 의한 거부를 초래할 수 있는 정서적 정보를 억압하는 것이다.[93]
2. 안전 또는 위험 가능성에 대한 인과적이거나 순차적으로 정렬된 지식. 여기에는 애착 대상이 안전한 피난처로서 이용 가능한지를 나타내는 행동에 대한 인식이 포함된다. 만약 영아가 양육자가 신뢰할 수 있는 보호의 원천이 아니라는 지식을 억압한다면, 그들은 집착적이거나 공격적인 행동을 사용하여 관심을 요구하고, 그렇지 않으면 영아의 애착 행동에 일관되지 않거나 오해의 소지가 있는 반응을 보이는 애착 대상의 가용성을 잠재적으로 증가시킬 수 있다.[94]

크리텐든은 두 가지 종류의 정보 모두 의식 또는 행동 표현으로부터 분리되어 애착 대상의 가용성을 유지하기 위한 '전략'으로 사용될 수 있다고 제안한다(혼란/방향감 상실 애착의 유형 구분 참조). A형 전략은 위협을 느끼는 정서적 정보를 분리하고, C형 전략은 애착 대상이 어떻게 그리고 왜 이용 가능한지에 대한 시간 순서적 지식을 분리한다. 대조적으로 B형 전략은 두 종류의 정보를 큰 왜곡 없이 사용한다. 예를 들어, 유아는 불안정한 애착 대상의 가용성을 유지하기 위해 짜증이라는 C형 전략에 의존하게 되었을 수 있으며, 이는 애착 대상이 아동의 애착 행동에 적절하게 반응하게 만들 수 있다. 애착 대상이 더 신뢰할 수 있게 된다는 학습의 결과로, 유아의 강압적 행동에 대한 의존이 줄어들고 더 안정적인 애착이 발달할 수 있다.

### 애착 유형의 중요성
국립아동건강인간발달연구소의 초기 보육 연구 및 미네소타 위험 및 적응 연구 등 종단 연구 데이터와 횡단 연구 데이터를 기반으로 한 연구는 초기 애착 분류와 또래 관계 간의 양적 및 질적 연관성을 일관적으로 보여준다. 예를 들어 Lyons-Ruth는 "영아의 애착 단서에 대한 어머니의 추가적인 철회 행동이 낯선 상황 절차에서 나타날 때마다 서비스 제공자에 의한 임상 의뢰 가능성이 50% 증가했다"고 밝혔다.
애착 조직과 아동의 여러 영역에서의 기능 사이에는 상당한 연관성을 보여주는 광범위한 연구가 존재한다. 초기에 불안정한 애착이 반드시 어려움을 예측하는 것은 아니지만, 특히 유사한 부모 행동이 유년기 내내 지속된다면 아동에게는 불리한 점이 된다. 안정 애착 아동과 비교했을 때, 불안정한 아동은 삶의 여러 영역에서 적응이 덜 견고하게 이루어져 미래의 관계를 위태롭게 할 수 있다. 비록 연구를 통해 연결이 완전히 확립되지는 않았고 애착 외에 다른 영향도 있지만, 안정 애착 영아는 불안정한 또래보다 사회적으로 유능해질 가능성이 더 높다. 또래와 형성되는 관계는 사회적 기술 습득, 지적 발달, 사회적 정체성 형성에 영향을 미친다. 아동의 또래 지위(인기, 무시 또는 거부) 분류는 이후의 적응을 예측하는 것으로 밝혀졌다. 불안정한 아동, 특히 회피형 아동은 가족 위험에 특히 취약하다. 그들의 사회적 및 행동 문제는 양육의 악화 또는 개선과 가족 환경의 위험 정도에 따라 증가하거나 감소한다. 그러나 초기 안정 애착은 지속적인 보호 기능을 하는 것으로 보인다. 부모 대상과의 애착과 마찬가지로, 후속 경험이 발달 과정을 바꿀 수 있다.
연구에 따르면 자폐 스펙트럼 장애 (ASD) 위험이 높은 영아는 ASD 위험이 낮은 영아와는 다르게 애착 안정성을 표현할 수 있다. 불안정한 아동의 행동 문제 및 사회적 능력은 양육의 질과 가족 환경의 위험 정도가 악화되거나 개선됨에 따라 증가하거나 감소한다.
일부 저자들은 애착 관계의 질적인 차이를 나타내는 범주들의 분류학을 개발할 수 있다는 생각에 의문을 제기했다. 1,139명의 15개월 영아 데이터를 조사한 결과, 애착 패턴의 변동이 그룹화되기보다는 연속적으로 분포되어 있음이 나타났다. 이 비판은 애착 유형과 명백한 유형 뒤에 있는 메커니즘에 중요한 질문을 제기한다. 그러나 이는 애착 이론 자체와는 상대적으로 관련이 거의 없다. 애착 이론은 "애착의 개별적인 패턴을 요구하거나 예측하지 않는다."
중년기에는 적응적 중요성을 가진 애착 패턴의 성별 차이가 나타나기 시작한다는 일부 증거가 있다. 연구자들은 남성이 범죄 행동에 참여하는 경향이 더 크다는 공통적인 경향을 관찰했으며, 이는 남성이 주 양육자와의 부적절한 초기 애착을 경험할 가능성이 더 높다는 것과 관련이 있을 것으로 추정된다. 불안정한 애착과 초기 심리사회적 스트레스는 환경적 위험(예: 빈곤, 정신 질환, 불안정성, 소수 지위, 폭력)의 존재를 나타낸다. 환경적 위험은 불안정한 애착을 유발할 수 있으며, 또한 조기 생식 전략의 발달을 선호한다. 다른 생식 전략은 남성과 여성에게 다른 적응 가치를 가진다. 불안정한 남성은 회피 전략을 채택하는 경향이 있는 반면, 불안정한 여성은 매우 높은 위험 환경에 있지 않는 한 불안/양가 전략을 채택하는 경향이 있다. 부신 선개시는 중년기 불안정한 애착의 재조직을 뒷받침하는 내분비 기전으로 제안된다.

## 유아기 및 청소년기의 애착 변화
유아기 및 청소년기는 애착 형성에 유용한 내적 작동 모델을 발달시킨다. 이 내적 작동 모델은 전반적인 애착에 대한 개인의 마음 상태와 관련이 있으며, 유아기 및 청소년기 경험을 바탕으로 관계 역학에서 애착이 어떻게 기능하는지를 탐색한다. 내적 작동 모델의 조직화는 그러한 모델을 발달시킨 사람들에게 더 안정적인 애착으로 이어지는 것으로 일반적으로 간주되며, 이는 새로운 애착을 형성할 때 개인의 마음 상태에 더 의존하는 사람들과는 다르다.
나이, 인지적 성장, 그리고 지속적인 사회 경험은 내적 작동 모델의 발달과 복잡성을 진전시킨다. 애착 관련 행동은 영유아기 특징적인 일부 특성을 잃고 나이 관련 경향을 보인다. 학령 전기는 협상과 흥정을 포함한다. 예를 들어, 4세 아동은 자신과 양육자가 이미 분리 및 재회에 대한 공유 계획을 협상했다면 분리 때문에 괴로워하지 않는다.
이상적으로는 이러한 사회적 기술이 내적 작동 모델에 통합되어 다른 아동 및 이후 성인 또래와 사용된다. 아동이 약 6세에 학교에 진학하면서 대부분의 아동은 부모와 목표 지향적 파트너십을 형성하며, 각 파트너는 만족스러운 관계를 유지하기 위해 기꺼이 타협한다. 중년기에는 애착 행동 체계의 목표가 애착 대상과의 근접성에서 가용성으로 변화한다. 일반적으로 아동은 더 긴 분리에도 만족하며, 필요할 경우 신체적으로 재회할 수 있는 접촉 또는 가능성이 있다면 만족한다. 매달리기 및 따라다니기와 같은 애착 행동은 감소하고 자기 의존성이 증가한다. 중년기(7-11세)에는 아동이 더 큰 독립성으로 나아감에 따라 양육자와 아동이 의사소통 및 감독을 유지하는 방법을 협상하는 안정 기지 접촉의 상호 공동 규제로의 전환이 있을 수 있다.
청소년이 사용하는 애착 체계는 신체적, 심리적 안전을 증진하는 것을 주요 기능으로 하는 "안전 조절 체계"로 간주된다. 애착 체계를 유발할 수 있는 두 가지 다른 사건이 있다. 이러한 유발 요인에는 내부 및 외부의 잠재적 위험 또는 스트레스의 존재, 그리고 애착 대상의 접근성 및 가용성 위협이 포함된다. 애착 체계의 궁극적인 목표는 안정감이므로, 위험 또는 접근 불가능의 시기에 행동 체계는 보호의 가용성이라는 맥락에서 느껴지는 안정감을 받아들인다. 청소년기에는 음식, 운동, 소셜 미디어 등 다양한 것들을 통해 안정감을 찾을 수 있다. 느껴지는 안정감은 여러 가지 방식으로, 그리고 종종 애착 대상의 물리적 존재 없이도 달성될 수 있다. 높은 수준의 성숙도는 청소년이 환경을 덜 위협적으로 인식하기 때문에 스스로 환경과 더 능숙하게 상호작용할 수 있게 한다. 또한 청소년은 인지적, 정서적, 행동적 성숙도가 증가하여 애착 대상을 필요로 하는 조건을 덜 경험할 가능성이 있다. 예를 들어, 청소년이 아파서 학교에 가지 않을 때, 부모가 집에 있어 자신을 돌봐주기를 원할 것이지만, 심각한 수준의 고통 없이 혼자 집에 머물 수도 있다. 또한, 학교가 조성하는 사회적 환경은 청소년의 애착 행동에 영향을 미치는데, 이전에는 애착 행동에 문제가 없었던 청소년일지라도 그렇다. 권위적인 환경보다 허용적인 환경을 가진 고등학교는 긍정적인 애착 행동을 촉진한다. 예를 들어, 학생들이 허용적인 학교 환경 덕분에 교사와 또래에게 유대감을 느낄 때, 학교를 빼먹을 가능성이 줄어든다. 고등학교에서의 긍정적인 애착 행동은 학교 환경이 어떻게 구성되어야 하는지에 대한 중요한 함의를 가진다.
다음은 청소년기 애착 유형의 차이점이다.
- 안정적인 청소년은 다른 모든 지지 대상(아버지, 의미 있는 타인, 가장 친한 친구 포함)보다 어머니를 더 높게 평가할 것으로 예상된다.
- 불안정한 청소년은 부모보다 또래를 주된 애착 대상으로 더 강하게 인식한다. 그들의 친구는 상당히 강력한 애착 지지 원천으로 간주된다.
- 회피형 청소년은 부모를 애착 지지의 덜 중요한 원천으로 평가하며, 자신을 주된 애착 대상으로 간주할 것이다.
- 몰두형 청소년은 부모를 주된 애착 지지 원천으로 평가하며, 자신을 훨씬 덜 중요한 애착 지지 원천으로 간주할 것이다.[113]

## 성인 애착 유형
애착 이론은 1980년대 후반 Cindy Hazan과 필립 셰이버에 의해 성인 낭만적 관계로 확장되었다. 성인에게는 안정형, 불안-몰두형, 거부-회피형, 두려움-회피형의 네 가지 애착 유형이 식별되었다. 이들은 영아 분류의 안정형, 불안정-양가형, 불안정-회피형, 혼란/방향감 상실형과 대략적으로 일치한다.

### 안정형 애착
안정적으로 애착된 성인은 "높은 성취 욕구와 낮은 실패 두려움(Elliot & Reis, 2003)"과 관련이 있다. 그들은 과제를 숙달하는 목표를 가지고 긍정적으로 접근하며, 성취 환경에서 탐험에 대한 욕구를 가지고 있다(Elliot & Reis, 2003). 연구에 따르면 안정적으로 애착된 성인은 "낮은 수준의 개인적 고통과 높은 수준의 타인에 대한 관심"을 보인다. 높은 자기효능감 때문에 안정적으로 애착된 성인은 보통 자신이 직면한 문제 상황에서 부정적인 영향을 미치는 사람을 제거하는 데 주저하지 않는다. 이러한 침착한 반응은 안정적으로 애착된 성인이 다양한 상황에 직면했을 때 보이는 감정적으로 조절된 위협 반응을 대표하며, 이는 많은 연구에서 지지되었다. 성인의 안정 애착은 개인의 양육자(들)와의 초기 연결, 유전자 및 낭만적 경험에서 비롯된다.
연인 관계에서 안정 애착 성인은 뛰어난 갈등 해결 능력, 정신적 유연성, 효과적인 의사소통 능력, 심리조종 회피, 얽매는 것에 대한 두려움 없이 친밀함에 대한 편안함, 빠른 용서, 섹스와 정서적 친밀함을 하나로 봄, 관계에 긍정적인 영향을 미칠 수 있다는 믿음, 자신이 원하는 방식으로 파트너를 돌봄과 같은 방식으로 모습을 나타난다. 요약하자면, 그들은 파트너를 매우 잘 대하는 훌륭한 파트너이며, 잘 베풀면서도 자신의 욕구를 요구하는 것을 두려워하지 않는다. 안정적으로 애착된 성인은 "자신의 필요에 반응할 수 있는 잠재적인 파트너가 많다"고 믿으며, 자신의 필요를 충족시키지 못하는 사람을 만나면 보통 빠르게 흥미를 잃는다.

### 불안-몰입형
불안-몰입형 성인은 파트너로부터 높은 수준의 친밀감, 인정, 반응성을 추구하며, 과도하게 의존적이 된다. 그들은 자신에 대해 파트너보다 덜 긍정적인 견해를 가지는 경향이 있으며, 관계에서 높은 수준의 정서적 표현, 걱정, 충동성을 보일 수 있다. 성인이 느끼는 불안은 만족스러운 방어 배제를 방해한다. 따라서 애착 대상에게 불안하게 애착된 개인은 분리 불안에 대한 충분한 방어를 개발하지 못했을 가능성이 있다. 준비 부족으로 인해 이러한 개인은 분리 예상 또는 애착 대상과의 실제 분리에 과잉 반응할 것이다. 불안은 개인의 강렬하고/또는 불안정한 관계에서 비롯되며, 이는 불안하거나 몰두형 개인을 상대적으로 무방비 상태로 만든다.
성인 관계에서, 성인이 연인이나 지인으로부터 이러한 불일치한 행동을 경험한다면, 그들은 이 애착 유형의 일부 측면을 발달시킬 수 있다. 게다가, 관계에 대한 불안감과 고통은 불일치한 연결이나 정서적으로 학대적인 행동을 보이는 개인에 의해 유발될 수 있다. 그러나 안정적인 관계 또한 불안한 행동을 줄이고 안전과 지지를 위한 자원이 될 수 있다.

### 거부-회피형
회피형 애착을 가진 성인은 높은 수준의 독립성을 추구하며, 종종 애착 자체를 피하는 것처럼 보인다. 그들은 자신을 자립적이며, 애착 감정에 취약하지 않고, 친밀한 관계가 필요 없다고 여긴다. 그들은 감정을 억압하는 경향이 있으며, 파트너에 대해 종종 좋지 않은 평가를 내리면서 거리를 둠으로써 갈등을 처리한다. 이러한 성인들은 친밀한 관계를 형성하고 주변 사람들과 정서적 친밀감을 유지하는 데 관심이 없다. 그들은 타인에 대한 불신이 크지만, 동시에 자신에 대한 긍정적인 모델을 가지고 있으며, 자신의 자아 기술에 불균형적으로 투자하는 것을 선호한다. 그들은 타인으로부터의 수용을 찾고 느끼기보다는 개인적인 성취와 능력에 불균형적으로 투자함으로써 높은 수준의 자기 존중을 유지하려고 노력한다. 이러한 성인들은 정서적 애착의 중요성을 명시적으로 거부하거나 경시하며, 관계가 너무 가까워진다고 느낄 때 수동적으로 관계를 회피한다. 그들은 자립과 독립을 추구한다. 타인의 자신에 대한 의견에 대해서는 매우 무관심하며, 또래로부터의 긍정적인 피드백을 내면화하는 것을 상대적으로 주저한다. 거부적 회피는 방어적인 비활성화 및 단절의 결과로 잠재적인 거부를 피하기 위한 것으로 간주되며, 일부 경우에는 사회적 연결에 대한 진정한 무관심에 의해 증폭된다.
회피형 애착 패턴을 가진 성인은 다른 애착 유형보다 사회적 지지를 덜 추구하는 경향이 있다. 그들은 친밀감을 두려워하고 타인을 신뢰하지 않는 경향이 있다. 불신 때문에 그들은 다른 사람들이 정서적 지지를 제공할 능력이 있다는 것을 확신하지 못한다. 그러나 인지적 부하가 높을 때 회피형 애착 성인들은 어려운 애착 관련 감정을 억압하는 능력이 저하되는 것처럼 보이며, 긍정적인 자기 표현을 유지하는 데 어려움을 겪는다. 이는 숨겨진 취약성이 능동적인 부인 과정의 근간이 될 수 있음을 시사한다.

### 두려움-회피형
두려움-회피형 성인은 친밀한 관계에 대해 복합적인 감정을 가지고 있으며, 정서적 친밀감을 갈망하면서도 불편해한다. 사회적 관계를 형성하고 싶으면서도 동시에 관계를 두려워하는 이러한 대조는 정신적 불안정성을 초래한다는 위험한 점이 있다. 이 정신적 불안정성은 그들이 형성하는 관계를 불신하고 자신을 무가치하다고 여기는 것으로 이어진다. 더욱이, 두려움-회피형 성인은 불안-몰두형 및 회피형 그룹에 비해 삶에 대한 덜 유쾌한 시각을 가지고 있다. 회피형 성인과 마찬가지로, 두려움-회피형 성인은 친밀감을 덜 추구하고 감정을 억압하는 경향이 있다.
연구 결과에 따르면, 두려움-회피형 애착을 가진 개인은 어린 시절의 트라우마나 가족 구성원으로부터 지속적으로 부정적인 인식과 행동을 경험했을 수 있다. 이 외에도 유전적 요인과 성격 또한 개인이 부모와 어떻게 행동하는지, 그리고 성인기의 관계를 어떻게 이해하는지에 영향을 미칠 수 있다.

### 애착 평가 및 측정
성인 애착의 두 가지 주요 측면이 연구되어 왔다. 애착 유형의 기반이 되는 정신 작동 모델의 조직화 및 안정성은 낭만적 애착에 관심 있는 사회 심리학자들에 의해 탐구된다. 일반적으로 애착에 대한 개인의 마음 상태에 관심 있는 발달 심리학자들은 애착이 관계 역학에서 어떻게 기능하고 관계 결과에 어떤 영향을 미치는지 탐구한다. 정신 작동 모델의 조직화는 더 안정적이며, 애착에 대한 개인의 마음 상태는 더 많이 변동한다. 일부 저자들은 성인이 단일한 작동 모델을 가지고 있지 않다고 제안했다. 대신, 한 수준에서는 애착 관계 전반에 대한 일련의 규칙과 가정을 가지고 있다. 다른 수준에서는 특정 관계 또는 관계 사건에 대한 정보를 가지고 있다. 다른 수준의 정보는 일관될 필요가 없다. 따라서 개인은 다른 관계에 대해 다른 내적 작동 모델을 가질 수 있다.
성인 애착을 측정하는 다양한 방법이 있는데, 가장 흔한 것은 자기 보고식 설문지와 성인 애착 인터뷰를 기반으로 하는 코딩된 인터뷰이다. 다양한 측정 방법은 주로 연구 도구로 개발되었으며, 낭만적 관계, 플라토닉 관계, 부모-자녀 관계 또는 또래 관계 등 다양한 목적과 영역을 다룬다. 일부는 유년기 경험을 참조하여 성인의 애착에 대한 마음 상태와 애착 패턴을 분류하는 반면, 다른 일부는 부모 및 또래와의 관계 행동과 안정성을 평가한다.

### 다른 특성과의 성인 애착 연관성
성인 애착 유형은 성인이 감정을 경험하고 관리하는 방식의 개인차와 관련이 있다. 최근 메타 분석은 불안정 애착 유형을 낮은 감정 지능과 낮은 특성 마음챙김에 연결시킨다.

## 역사

### 모성 결핍
멜라니 클라인을 비롯한 대상 관계론 학파의 초기 정신분석학 사상은 볼비에게 영향을 미쳤다. 그러나 그는 영아의 반응이 실제 생활 사건보다는 내적 환상 생활과 관련되어 있다는 당시 지배적인 정신분석학적 신념에 깊이 동의하지 않았다. 볼비가 자신의 개념을 공식화할 때, 그는 1943년과 1945년에 발표된 윌리엄 골드파브의 연구와 같이 장애 및 비행 아동에 대한 사례 연구의 영향을 받았다.

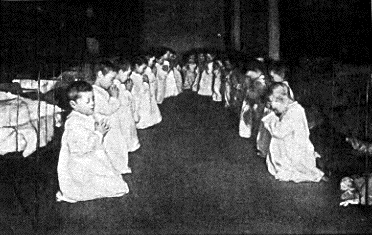
1888년 파이브 포인츠 하우스 오브 인더스트리 주거형 보육원에서 기도 시간. 1951년에 발표된 모성 결핍 가설은 주거형 보육원 대신 위탁 양육을 선호하는 방향으로의 전환을 촉발했다.

볼비의 동시대 인물인 르네 스피츠는 분리된 아동의 슬픔을 관찰하고, 부적절한 초기 보육 경험으로 인해 "심리 독성" 결과가 초래된다고 제안했다. 강한 영향을 준 것은 사회복지사이자 정신분석학자인 제임스 로버트슨 (정신분석학자)의 작업이었다. 그는 병원에서 아동의 분리가 미치는 영향을 촬영했다. 그와 볼비는 1952년 다큐멘터리 영화 『두 살배기 아이 병원에 가다』를 함께 만들었으며, 이 영화는 부모의 병원 방문 제한을 변경하기 위한 캠페인에 결정적인 역할을 했다.
세계보건기구를 위한 1951년 단행본 『모성 보살핌과 정신 건강』에서 볼비는 "영유아는 어머니와 따뜻하고 친밀하며 지속적인 관계를 경험해야 하며, 이 관계에서 양쪽 모두 만족과 즐거움을 찾아야 한다"고 가설을 제시했다. 이러한 관계의 부재는 중대하고 돌이킬 수 없는 정신 건강 결과를 초래할 수 있다고 보았다. 이 책은 일반 대중을 위한 『육아와 사랑의 성장』으로도 출판되었다. 중심 명제는 영향력이 있었지만 매우 논란의 여지가 있었다. 당시에는 그러한 결론을 뒷받침할 경험적 데이터가 제한적이었고 포괄적인 이론도 없었다. 그럼에도 불구하고 볼비의 이론은 초기 관계의 본질에 대한 상당한 관심을 불러일으켰고, (메리 에인스워스의 말에 따르면) 극도로 어렵고 복잡한 영역에서 "많은 연구"에 강력한 자극을 주었다.
볼비의 연구(및 로버트슨의 영화)는 부모의 병원 방문, 아동을 위한 병원 내 놀이, 교육 및 사회적 필요, 그리고 주거형 보육원의 사용에 있어 사실상의 혁명을 일으켰다. 시간이 지남에 따라 대부분의 선진국에서는 고아원 대신 위탁 양육 또는 가족형 주거 시설을 선호하게 되었다.
출산 후 부모의 돌봄에 대한 볼비의 작업은 모성 결핍이 아동의 삶의 애착 행동 궤도에 부정적인 영향을 미친다는 것을 시사한다. 만약 어머니가 산후 불안, 스트레스 또는 우울증을 겪는다면, 자녀와의 애착이 방해받을 수 있다. 임산부가 출산 전후로 정신 건강 지원을 받는 것이 중요한데, 정신 질환은 종종 영아에 대한 애착 감정 저하로 이어지기 때문이다.

### 이론의 공식화
『모성 보살핌과 정신 건강』 출판 후, 볼비는 진화생물학, 동물행동학, 발달심리학, 인지 과학, 제어이론 분야에서 새로운 이해를 모색했다. 그는 양육자와 영아 간의 정서적 유대를 뒷받침하는 기제가 진화적 압력의 결과로 나타났다는 혁신적인 주장을 공식화했다. 그는 프로이트의 정신 에너지 모델보다는 과학에 기반한 동기 부여 및 행동 통제 이론을 개발하려고 노력했다. 볼비는 애착 이론을 통해 『모성 보살핌과 정신 건강』의 "데이터의 부족과 주장된 원인과 결과를 연결하는 이론의 부족"을 보완했다고 주장했다.

#### 동물행동학
볼비는 1950년대 초 콘라트 로렌츠의 작업을 읽고 동물행동학에 관심을 갖게 되었다. 다른 중요한 영향은 동물행동학자 니콜라스 틴베르헌과 로버트 힌데였다. 볼비는 이후 힌데와 협력했다. 1953년 볼비는 "정신분석학적 개념과 동물행동학적 개념을 통합하고, 이 통합이 시사하는 풍부한 연구의 맥을 추구할 때가 무르익었다"고 말했다. 콘라트 로렌츠는 "각인" 현상을 연구했는데, 이는 일부 조류와 포유류의 행동 특성으로, 새끼가 동종 또는 유사한 대상을 빠르게 인식하는 것을 포함한다. 인식 후에는 따라다니려는 경향이 나타난다.

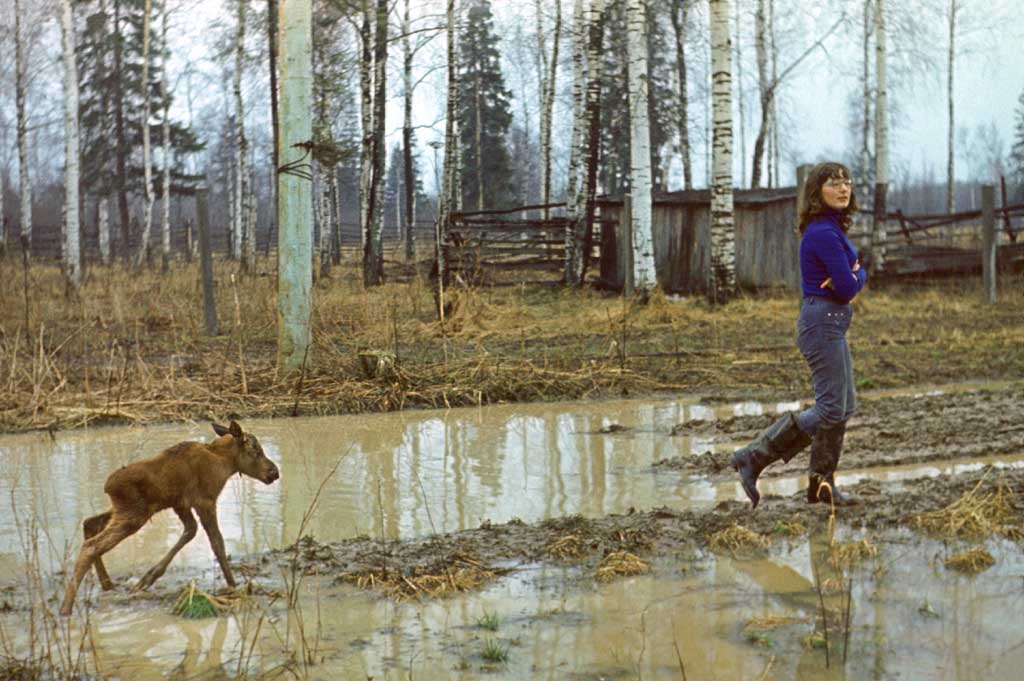
이 젖병으로 자란 어린 무스는 양육자에게 애착을 형성했다(코스트로마 무스 농장에서).

특정 유형의 학습은 결정적 시기라고 알려진 제한된 연령 범위 내에서만 가능하다. 볼비의 개념에는 애착이 성인 행동에 영향을 받아 제한된 연령 기간 동안 경험을 통해 학습되는 것이 포함된다는 생각이 있었다. 그는 각인 개념을 인간 애착에 전적으로 적용하지는 않았다. 그러나 그는 애착 행동이 경험의 영향과 결합된 본능적인 것으로 가장 잘 설명된다고 보았으며, 아동이 사회적 상호작용에 대해 가지고 있는 준비성을 강조했다. 시간이 지남에 따라 애착 이론과 각인 사이에 유사점보다 차이점이 더 많다는 것이 분명해지자 그 비유는 사라졌다.
동물행동학자들은 애착 이론의 기반이 된 일부 연구, 특히 동물 연구에서 인간으로의 일반화에 대한 적절성에 우려를 표명했다. Schur는 볼비의 동물행동학적 개념 사용(1960년 이전)에 대해 언급하며, 애착 이론에 사용된 개념이 동물행동학 자체의 변화를 따라가지 못했다고 말했다. 1960년대와 1970년대에 글을 쓴 동물행동학자들과 다른 학자들은 애착의 지표로 사용되는 행동 유형에 의문을 제기하고 확장했다. 자연 환경에서 어린 아이들을 관찰한 연구는 애착을 나타낼 수 있는 다른 행동들을 제공했다. 예를 들어, 어머니의 노력 없이도 어머니로부터 예측 가능한 거리를 유지하고, 작은 물건을 주워 어머니에게 가져오지만 다른 사람에게는 가져오지 않는 것 등이다. 동물행동학자들은 볼비와 대체로 의견을 같이했지만, "관찰 가능한 측정치를 넘어서 존재하는 '애착'이라는 실체"가 있는 것처럼 심리학자들이 글을 쓰는 것에 반대하며 더 많은 데이터를 요구했다. 로버트 힌데는 "애착 행동 체계"가 같은 문제를 야기하지 않는 적절한 용어라고 생각했다. "그것은 다른 종류의 행동 간의 관계를 결정하는 가설적인 제어 시스템을 지칭하기 때문"이었다.

#### 정신분석학

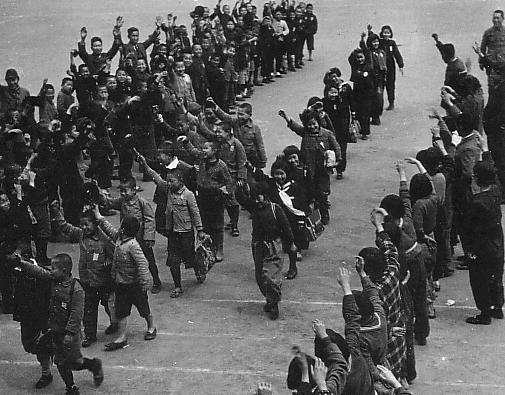
『대재앙으로 가는 길』이라는 책에 나오는 제2차 세계 대전 중 미소 짓는 일본 학동들의 대피 장면

정신분석학적 개념, 특히 안나 프로이트와 도로시 벌링햄이 제2차 세계 대전 중 익숙한 양육자와 분리된 어린 아이들을 관찰한 내용은 볼비의 애착관에 영향을 미쳤다. 그러나 볼비는 초기 영아 유대에 대한 정신분석학적 설명, 특히 배고픔과 리비도 충동의 만족에서 애착 동기가 파생된다는 "충동 이론 (정신분석학)"을 거부했다. 그는 이를 관계의 "찬장 사랑" 이론이라고 불렀다. 그의 관점에서 이는 애착을 수유나 성욕에서 파생된 본능이 아니라 그 자체로 심리적 유대로 보지 못했다. 일차 애착과 신다윈주의의 개념을 바탕으로, 볼비는 정신분석학의 근본적인 결함으로 그가 본 것들을 지적했다: 외부적 위협보다 내적 위험을 과도하게 강조하는 점, 그리고 심리적 고통을 설명하는 고정된 지점('퇴행')으로의 선형 단계를 통한 성격 발달을 보는 관점. 볼비는 대신 유기체와 환경 간의 상호작용에 따라 여러 발달 경로가 가능하다고 가정했다. 애착에 있어서 이는 발달하는 아동이 애착을 형성하는 경향이 있더라도, 그 애착의 본질은 아동이 노출되는 환경에 달려 있다는 것을 의미한다.
애착 이론의 발전 초기부터 다양한 정신분석학 분과와의 불일치에 대한 비판이 있었다. 볼비의 결정은 유사한 문제에 대해 작업하던 저명한 사상가들로부터 그를 비판의 대상으로 만들었다.

#### 내적 작동 모델
철학자 케네스 크레이크는 사고가 사건을 예측하는 능력을 지적했다. 그는 이러한 능력에 대한 자연선택의 생존 가치를 강조했다. 애착 이론의 핵심 구성 요소는 특정 행동이 예측 가능한 결과(즉, 근접성)를 가지며 자기 보존 방법(즉, 보호)으로 기능하는 애착 행동 체계이다. 이 모든 것은 개인의 인식 밖에서 일어난다. 이 내적 작동 모델은 과거의 지식을 활용하면서 현재와 미래에 반응하며, 사람이 정신적으로 대안을 시도해 볼 수 있도록 한다. 볼비는 다른 심리학자들이 이러한 개념을 성인의 인식과 인지에 적용하고 있을 때, 크레이크의 아이디어를 애착에 적용했다.
영아는 관찰하는 사회적 상호작용에서 온갖 복잡한 사회-정서적 정보를 흡수한다. 그들은 한 사람이 다른 사람에게 보이는 도움이 되는 행동과 방해하는 행동을 인지한다. 이러한 관찰을 통해 그들은 두 인물이 어떻게 행동해야 하는지에 대한 기대를 발달시키며, 이를 "안전 기지 스크립트"라고 한다. 이 스크립트는 애착 관련 사건이 어떻게 전개되어야 하는지에 대한 템플릿을 제공하며, 개인의 내적 작동 모델의 기본 구성 요소이다. 영아의 내적 작동 모델은 자기 및 환경에 대한 영아의 경험 기반 내적 작동 모델에 대한 반응으로 발달하며, 양육 환경 및 영아의 근접성 추구 행동의 결과에 중점을 둔다. 이론적으로 안정적인 아동 및 성인 스크립트는 한 사람이 다른 사람을 탐색을 위한 안전 기지이자 고통 시 안전한 피난처로 성공적으로 활용하는 애착 상황을 허용할 것이다. 반대로 불안정한 개인은 더 복잡한 애착 상황을 만들 것이다. 예를 들어, 양육자가 이러한 근접성 추구 행동을 수용하고 접근을 허용하면 영아는 안정된 조직화를 발달시킨다. 양육자가 영아의 접근을 일관적으로 거부하면 회피 조직화가 발달한다. 양육자가 접근을 일관성 없이 허용하면 양가 조직화가 발달한다. 돌이켜보면 내적 작동 모델은 양육자와의 주된 관계와 일치하고 이를 반영한다. 유년기 애착은 성인 관계에 직접적인 영향을 미친다.
영아와의 애착 관계에서 작동하는 부모의 내적 작동 모델은 부모의 정신적 표상을 통해 접근할 수 있다. 최근 연구는 어머니의 정신적 표상의 표지로서 어머니 귀인의 질이 특정 형태의 어머니 정신 병리와 연관될 수 있으며, 표적화된 심리 치료 개입을 통해 상대적으로 짧은 시간 안에 변화될 수 있음을 입증했다.

#### 사이버네틱스
1930년대와 1940년대에 발달한 제어 시스템 이론 (사이버네틱스)은 볼비의 사고에 영향을 미쳤다. 어린 아이가 애착 대상에게 근접해야 할 필요성은 탐색의 필요성과 항상성적으로 균형을 이루는 것으로 보였다. (볼비는 이 과정을 혈압이 특정 범위 내로 유지되는 생리적 항상성과 비교했다.) 아동이 유지하는 실제 거리는 필요성의 균형이 변함에 따라 달라질 것이다. 예를 들어, 낯선 사람의 접근이나 부상은 멀리서 탐색하던 아동이 근접성을 추구하도록 만들 것이다. 아동의 목표는 대상(양육자)이 아니라 상태, 즉 상황에 따라 양육자와의 바람직한 거리를 유지하는 것이다.

#### 인지 발달
볼비가 장 피아제의 인지 발달 이론에 의존한 것은 초기 애착 행동에서 대상 영속성(일시적으로 부재하는 대상을 기억하는 능력)에 대한 의문을 제기했다. 영아가 낯선 사람을 구별하고 어머니의 부재에 반응하는 능력은 피아제가 인지적으로 가능하다고 제안한 것보다 몇 개월 일찍 나타나는 것처럼 보였다. 최근에는 볼비 시대 이후 정신적 표상에 대한 이해가 너무나 많이 진전되어 현재의 견해가 볼비 시대의 견해보다 더 구체적일 수 있다는 점이 지적되었다.

#### 행동주의
1969년 Gerwitz는 어머니와 아이가 상호 관심을 통해 서로에게 긍정적 강화 경험을 제공하고, 이를 통해 가까이 머무는 것을 배울 수 있다고 논했다. 이 설명은 애착을 촉진하는 타고난 인간 특성을 가정할 필요를 없앴다. 학습 이론(행동주의)은 애착을 의존성의 잔재로 보았으며, 애착의 질은 단순히 양육자의 신호에 대한 반응일 뿐이라고 보았다. 애착의 질을 예측하는 주요 요인은 부모가 자녀에게 민감하고 반응적인지 여부이다. 부모가 영아와 따뜻하고 양육적인 방식으로 상호작용하면 애착의 질이 높아진다. 부모가 4개월 된 자녀와 상호작용하는 방식은 12개월 된 자녀의 애착 행동과 관련이 있으므로, 부모의 민감성과 반응성은 안정적으로 유지되는 것이 중요하다. 민감성과 반응성의 부족은 아동의 애착 장애 발달 가능성을 높인다. 행동주의자들은 울음과 같은 행동을 양육자의 반응에 의해 강화되기 전까지는 아무 의미 없는 무작위적인 활동으로 보았다. 행동주의자들에게 빈번한 반응은 더 많은 울음을 초래할 것이다. 애착 이론가들에게 울음은 양육자가 반응해야 영아가 정서적 안정감을 발달시킬 수 있는 타고난 애착 행동이다. 양심적인 반응은 안정감을 낳고, 이는 자율성을 향상시키며, 결과적으로 울음을 줄인다. 에인스워스의 볼티모어 연구는 애착 이론가들의 견해를 지지했다.
지난 10년간 행동 분석가들은 우연 관계의 중요성에 기반한 애착 모델을 구축해 왔다. 이러한 행동 분석 모델은 연구와 메타 분석 검토로부터 일부 지지를 받았다.

#### 1970년대 이후의 발달
1970년대에는 애착을 특성(개인의 안정적인 특성)으로 보기보다는 조직화 기능과 결과를 가진 행동 유형으로 보는 시각의 문제점이 제기되어, 일부 저자들은 애착 행동이 아동의 삶에서 그 기능적인 측면에서 가장 잘 이해될 수 있다는 결론에 도달했다. 이러한 사고방식은 안전 기지 개념을 애착 이론의 논리, 일관성, 그리고 조직 구성체로서의 지위에 핵심적인 것으로 보았다. 이 주장에 따라 애착이 모든 인간에게 문화 간에 동일하게 표현된다는 가정이 검토되었다. 연구 결과에 따르면 문화적 차이가 있지만, 안정형, 회피형, 양가형의 세 가지 기본 패턴은 공동 수면 환경이 일반적인 문화권에서도 발견될 수 있다. 안정형 패턴의 선택은 연구된 문화권의 대다수 아동에게서 발견된다. 이는 애착 이론이 영아가 환경 변화에 적응하고 최적의 행동 전략을 선택하도록 한다는 사실에서 논리적으로 도출된다. 애착이 어떻게 표현되는지는 문화적 차이를 보여주며, 연구를 수행하기 전에 이를 확인해야 한다. 예를 들어 구시족 영아는 포옹 대신 악수로 인사를 받는다. 안정적으로 애착된 구시족 영아는 이러한 접촉을 예측하고 추구한다. 육아 관행의 문화적 차이에 따라 불안정한 패턴의 분포에도 차이가 있다. 학자 마이클 러터는 1974년에 아동의 지적 지연에 대한 애착 박탈의 결과와 아동의 정서 발달 부족을 구별하는 것의 중요성을 연구했다. 러터의 결론은 해당 분야의 진전을 위해 어머니의 특성을 신중하게 식별하고 구별해야 한다는 것이었다.
애착 이론의 보편성 개념에 대한 가장 큰 도전은 일본에서 수행된 연구에서 나왔다. 일본에서는 아마에 개념이 가족 관계를 설명하는 데 중요한 역할을 한다. 논쟁은 아마에가 실천되는 곳에서 낯선 상황 절차의 적절성을 중심으로 전개되었다. 궁극적으로 연구는 애착 이론의 보편성 가설을 확인하는 경향을 보였다. 가장 최근인 2007년 삿포로시에서 일본에서 수행된 연구는 6세 Main과 Cassidy 채점 시스템을 사용하여 글로벌 표준과 일치하는 애착 분포를 발견했다.
1990년대의 비평가들, 예를 들어 주디스 리치 해리스, 스티븐 핑커, 제롬 케이건은 일반적으로 유아 결정론(본성 대 양육) 개념에 대해 우려하며, 성격에 대한 후기 경험의 영향을 강조했다. 스텔라 체스의 기질에 대한 연구를 바탕으로, 케이건은 애착 이론의 근거가 되는 거의 모든 가정을 거부했다. 케이건은 유전이 초기 환경의 일시적인 발달 효과보다 훨씬 더 중요하다고 주장했다. 예를 들어, 본질적으로 어려운 기질을 가진 아이는 양육자로부터 민감한 행동 반응을 이끌어내지 못할 것이다. 이 논쟁은 상당한 연구와 증가하는 종단 연구 데이터 분석을 촉발했다. 후속 연구는 케이건의 주장을 뒷받침하지 못했는데, 이는 양육자의 행동이 아이의 애착 유형을 형성하지만, 이 유형이 표현되는 방식은 아이의 기질에 따라 다를 수 있음을 시사한다. 해리스와 핑커는 부모의 영향력이 지나치게 과장되었다고 주장하며, 사회화는 주로 또래 집단에서 일어난다고 주장했다. H. 루돌프 쉐퍼는 부모와 또래가 아동 발달에서 독특한 역할을 수행하며 다른 기능을 가지고 있다고 결론 내렸다.
정신분석학자/심리학자 피터 포나기와 메리 타겟은 인지 과학을 통해 애착 이론과 정신분석학을 정신화라는 더 가까운 관계로 이끌려고 시도했다. 정신화, 즉 마음 이론은 인간이 표정과 같은 미묘한 행동 뒤에 어떤 생각, 감정, 의도가 숨겨져 있는지 어느 정도 정확하게 추측할 수 있는 능력이다. 마음 이론과 내적 작동 모델 간의 이러한 연결이 애착 이론의 변화를 가져올 새로운 연구 분야를 열 수 있다는 추측이 제기되었다. 1980년대 후반 이후, 애착 이론가와 연구자들이 상세히 설명한 공통점과 정신분석학자들이 정신분석학의 핵심이라고 생각하는 것의 변화를 바탕으로 애착 이론과 정신분석학 사이에 발전적인 화해가 이루어졌다. 관계에 대한 자율적인 필요를 강조하는 대상 관계론 모델이 지배적이 되었고, 정신분석학에서 관계 및 내면화된 표상이라는 맥락에서 영아 발달의 중요성에 대한 인식이 높아졌다. 정신분석학은 아동기 트라우마 문제를 포함하여 아동의 초기 환경의 형성적 본질을 인식했다. 정신분석학 기반의 애착 체계 탐구와 이에 수반하는 임상적 접근 방식이 나타났으며, 개입 결과의 측정이 필요하다는 인식이 확산되었다.
애착 연구의 한 초점은 애착 이력이 좋지 않은 아동, 특히 광범위한 비부모 보육 경험을 가진 아동의 어려움이었다. 20세기 후반 이른바 "데이케어 전쟁" 동안 보육의 유해한 영향이 강조되면서 보육의 영향에 대한 우려가 심화되었다. 이러한 논란의 결과로, 보육 전문가 교육은 애착 문제를 강조하게 되었으며, 여기에는 아동을 특정 양육자에게 배정하여 관계를 구축할 필요성도 포함되었다. 비록 고품질 보육 환경만이 이를 제공할 가능성이 높지만, 과거보다 더 많은 아동이 보육원에서 애착 친화적인 보살핌을 받고 있다. 자연 실험을 통해 니콜라에 차우셰스쿠 정권이 끝난 후 서구 가정에 입양된 수천 명의 루마니아 고아들을 추적함으로써 애착 문제에 대한 광범위한 연구가 가능했다. 마이클 러터가 이끄는 영국-루마니아 입양인 연구팀은 일부 아동들을 청소년기까지 추적하며 초기 애착 불량, 입양, 새로운 관계, 신체적 문제, 그리고 초기 삶과 관련된 의학적 문제의 영향을 풀어내려고 노력했다. 초기 조건이 충격적이었던 이 입양아들에 대한 연구는 많은 아동들이 상당히 잘 발달하면서 낙관론의 근거를 제시했다. 연구자들은 익숙한 사람들과의 분리가 발달의 질을 결정하는 많은 요소 중 하나일 뿐임을 지적했다. 비록 토착 또는 조기 입양 표본보다 비정형적인 불안정 애착 패턴의 비율이 높게 나타났지만, 늦게 입양된 아동의 70%는 뚜렷하거나 심각한 애착 장애 행동을 보이지 않았다.
비서구 문화권에서 애착을 고려하는 저자들은 애착 이론과 볼비 시대의 서구 가족 및 보육 패턴 간의 연관성을 지적했다. 아동의 보살핌 경험이 변화함에 따라 애착 관련 경험도 달라질 수 있다. 예를 들어, 여성 성에 대한 태도 변화로 인해 미혼모와 함께 살거나 어머니가 일하는 동안 집 밖에서 보살핌을 받는 아동의 수가 크게 증가했다. 이러한 사회적 변화로 인해 자녀가 없는 사람들이 자국에서 영아를 입양하기가 더 어려워졌다. 선진국에서 나이가 많은 아동의 입양과 제3세계 출신 아동의 입양이 증가했다. 동성 커플의 입양 및 출산도 증가했으며, 볼비 시대의 지위와 비교할 때 법적 보호를 받게 되었다. 부모가 유전적으로 관련이 있든 없든, 입양 부모의 애착 역할은 평생 동안 자녀의 애착 행동에 영향을 미칠 것이다. 애착 이론의 이인 모델이 실제 사회 경험의 복잡성을 다룰 수 없다는 문제가 제기되었다. 영아는 가족 내에서나 보육 환경에서 종종 여러 관계를 맺기 때문이다. 이러한 여러 관계가 적어도 가족 내에서는 상호 영향을 미친다고 제안된다.
애착 이론의 원리는 짝짓기, 사회적 지배 및 위계적 권력 구조, 내집단 동일시, 집단 연합, 컬트 및 전체주의 체제 회원 및 호혜성과 정의의 협상을 포함한 성인 사회 행동을 설명하는 데 사용되었다. 이러한 설명은 부모 돌봄 훈련을 설계하는 데 사용되었으며, 특히 아동 학대 예방 프로그램 설계에 성공적이었다.
다양한 연구들이 애착 이론의 기본 원칙들을 지지해왔지만, 자기 보고된 초기 애착과 이후 우울증이 명백하게 관련되어 있는지에 대해서는 연구 결과가 결정적이지 못하다.

## 애착의 신경생물학
종단 연구 외에도 애착의 신경생물학에 대한 심리생리학 연구가 진행되어 왔다. 연구는 신경 발달, 행동유전학 및 기질 개념을 포함하기 시작했다. 일반적으로 기질과 애착은 별개의 발달 영역을 구성하지만, 두 가지 측면 모두 다양한 대인 관계 및 개인 내 발달 결과에 기여한다. 일부 기질 유형은 특정 개인이 초기 몇 년 동안 양육자와의 예측 불가능하거나 적대적인 관계의 스트레스에 취약하게 만들 수 있다. 이용 가능하고 반응적인 양육자가 없는 경우, 일부 아동은 애착 장애를 발달시키는 데 특히 취약한 것으로 보인다.
영유아기에 받는 돌봄의 질은 개인의 신경학적 체계, 즉 스트레스 조절을 직접적으로 제어하는 곳에 영향을 미친다. 애착에 대한 심리생리학 연구에서 연구된 두 가지 주요 영역은 심박수나 호흡과 같은 자율신경계 반응과 신체의 스트레스 반응을 담당하는 시상하부-뇌하수체-부신 축의 활동이다. 영아의 생리적 반응은 낯선 상황 절차 동안 측정되었으며, 영아 기질의 개인차와 애착이 조절 인자로서 작용하는 정도를 살펴보았다. 최근 연구에 따르면 초기 애착 관계가 분자 수준에서 존재에 각인되어 면역 체계 기능에 영향을 미친다. 경험적 증거는 초기 부정적 경험이 면역 체계에 친염증성 표현형 세포를 생성하며, 이는 심혈관 질환, 자가면역 질환, 특정 유형의 암과 직접적으로 관련되어 있음을 시사한다.
연구 방법의 최근 개선으로 연구자들은 인간의 애착에 대한 신경학적 상관관계를 더 조사할 수 있게 되었다. 이러한 발전에는 핵심 뇌 구조, 신경 회로, 신경전달물질 시스템, 신경펩타이드를 식별하는 것이 포함되며, 이들이 애착 시스템 기능에 어떻게 관여하고 특정 개인에 대해 더 많은 것을 나타내며 심지어 그들의 행동을 예측할 수 있는지를 보여준다. 양육과 애착이 독특하면서도 겹치는 뇌 영역을 포함한다는 초기 증거가 있다. 또 다른 문제는 애착을 형성하는 데 유전적 요인의 역할이다: 예를 들어, D2 도파민 수용체를 코딩하는 유전자의 한 가지 다형성은 불안 애착과 관련이 있으며, 5-HT2A 세로토닌 수용체 유전자의 또 다른 다형성은 회피 애착과 관련이 있다.
연구에 따르면 성인기의 애착은 동시에 면역의 생체 지표와 관련이 있다. 예를 들어, 회피형 애착 유형을 가진 개인은 대인 관계 스트레스 요인에 반응할 때 친염증성 사이토카인 인터루킨-6(IL-6) 수치가 더 높게 나타나는 반면, 불안형 애착 유형을 가진 개인은 코르티솔 생성이 증가하고 T 세포 수가 적은 경향이 있다. 비록 아동은 유전적으로 다양하고 각 개인은 다른 애착 관계를 필요로 하지만, 영유아기 동안의 어머니의 따뜻함이 개인에게 안전한 피난처를 제공하여 우수한 면역 체계 기능을 초래한다는 일관된 증거가 있다. 이에 대한 한 가지 이론적 근거는 아동이 양육 영향에 대한 감수성이 다양하다는 것이 생물학적으로 의미 있다는 것이다.

## 범죄
애착 이론은 범죄학 분야에서 자주 적용되어 왔다. 이는 범죄 행동의 인과적 메커니즘을 식별하는 데 사용되어 왔으며, 범죄자 프로파일링부터 범죄 유형에 대한 이해 증진, 예방 정책 추구에 이르기까지 다양하게 활용되었다. 양육자-자녀 관계의 초기 혼란이 범죄 행위의 위험 요인임이 밝혀졌다. 이러한 맥락에서 애착 이론은 "아마도 현대 정신분석학 지향 범죄 이론 중 가장 영향력 있는 이론"으로 묘사되어 왔다.

### 역사
범죄학 내에서 애착 이론의 기원은 아우구스트 아이히혼의 작업에서 찾을 수 있다. 그는 교육학에 정신분석학을 적용하면서, 비정상적인 아동 관계가 비행을 유발하는 근본적인 문제라고 주장했다.
범죄와 애착 이론의 교차점은 존 볼비에 의해 더 연구되었다. 그의 첫 출판작 『44명의 소년 절도범』에서 그는 88명의 아동(44명의 소년 절도범과 44명의 비행 청소년 대조군)을 표본으로 연구하여, 아동-어머니 분리가 비행적 성격 형성, 특히 지속적인 범죄자에게서 자주 나타나는 "애정 없는 성격"의 발달을 야기한다고 결론 내렸다. 소년 절도범 중 17명은 생후 5년 이내에 어머니와 6개월 이상 분리되었으며, 대조군에서는 단 2명의 아동만이 그러한 분리를 겪었다. 그는 또한 절도범 중 14명이 "애정 없는 성격"을 가졌다는 것을 발견했는데, 이들은 애정 부족, 정서적 유대 부족, 진정한 우정 없음, 그리고 "관계에 뿌리가 없음"으로 다른 사람들과 구별되었다.

### 범죄의 연령 분포
범죄가 십대 후반과 이십대 초반에 정점에 달하는 이유에 대한 두 가지 이론은 발달 이론과 생애 과정 이론이며, 둘 다 애착 이론을 포함한다. 발달 관점은 어린 시절 애착이 혼란스러웠던 개인은 성인기까지 범죄 경력을 이어갈 것이라고 주장한다. 생애 과정 관점은 생애의 모든 단계에서 관계가 개인의 범죄 저지를 가능성에 영향을 미칠 수 있다고 주장한다.

### 범죄 유형
유년기의 혼란된 애착 패턴은 가정 폭력의 위험 요소로 확인되었다. 유년기의 이러한 혼란은 안정적인 애착 관계 형성을 방해하고, 결과적으로 스트레스를 건강하게 처리하는 방식에 부정적인 영향을 미칠 수 있다. 성인기에는 대처 메커니즘의 부족이 폭력적인 행동으로 이어질 수 있다. 볼비의 기능적 분노 이론은 아동이 분노 행동을 사용하여 자신의 애착 욕구가 충족되지 않고 있음을 양육자에게 알린다고 말한다. 파트너로부터의 낮은 지지 인식은 남성 폭력의 강력한 예측 요인으로 확인되었다. 다른 예측 요인으로는 어린 시절 어머니의 사랑 부족 인식, 낮은 자존감 등이 언급되었다. 또한 회피형 애착 스타일을 가진 개인, 종종 반사회적/자기애적 하위 유형의 범죄자에게서 나타나는 이들은 정서적으로 학대적일 뿐만 아니라 폭력적인 경향이 있는 것으로 밝혀졌다. 경계성/정서적으로 의존적인 하위 유형의 개인은 어린 시절 불안정한 애착에서 비롯된 특성을 가지며, 높은 수준의 분노를 보이는 경향이 있다.
성범죄자들은 비범죄자들과 비교하여 어머니와 아버지와의 애착이 유의미하게 덜 안정적이라는 것이 밝혀졌으며, 이는 영유아기의 불안정한 애착이 성인기까지 지속됨을 시사한다. 최근 연구에 따르면 성범죄자의 57%가 몰두형 애착 유형을 가진 것으로 나타났다. 또한 성범죄의 하위 유형에 따라 다른 애착 유형을 가질 수 있다는 증거도 있다. 회피형 개인은 타인에게 적대적인 경향이 있으며, 성인 여성에 대한 폭력 범죄를 저지를 가능성이 더 높다. 반대로 아동 학대자들은 몰두형 애착 유형을 가질 가능성이 더 높다. 이는 타인의 승인을 추구하는 경향이 왜곡되어 애착 관계가 성적으로 변질되기 때문이다.

### 보호 관찰 실무에서의 활용
애착 이론은 보호 관찰 환경에서 특별한 관심을 받아왔다. 실제로 보호 관찰관은 보호 관찰 대상자의 애착 이력을 파악하는 것을 목표로 한다. 이는 보호 관찰 대상자가 다른 시나리오에 어떻게 반응할지, 그리고 재범에 가장 취약한 시기가 언제인지를 이해하는 데 통찰력을 제공하기 때문이다. 주요 실행 전략 중 하나는 보호 관찰관을 안전 기지로 설정하는 것이다. 이 안전 기지 관계는 보호 관찰관이 신뢰할 수 있고, 안전하며, 보호 관찰 대상자와 조화를 이루면서 형성되며, 보호 관찰 대상자가 형성하지 못했던 부분적으로 대표적인 안정적인 관계를 형성하도록 돕는 것을 목표로 한다.

## 실제 적용
발달심리학의 사회 정서 발달 이론으로서 애착 이론은 사회 정책, 아동의 양육 및 복지에 대한 결정, 정신 건강에 함의와 실제 적용을 가진다.

### 보육 정책
아동 양육에 관한 사회 정책은 볼비의 애착 이론 발달의 원동력이었다. 어려움은 애착 개념을 정책과 실천에 적용하는 데 있다. 2008년 C.H. 지아나와 동료들은 "초기 아동-부모 관계 지원은 정신 건강 전문가, 지역 사회 기반 서비스 제공자 및 정책 입안자들의 점점 더 중요한 목표가 되고 있다... 애착 이론과 연구는 초기 아동 발달에 관한 중요한 발견을 생성했으며, 초기 아동-부모 관계를 지원하는 프로그램 생성을 촉진했다."라고 밝혔다. 또한, 실무자들은 애착 안정을 구축하는 깊은 관계를 제안하는 애착 이론의 개념을 정신 건강 개입에 사용할 수 있다. 애착 안정은 스트레스, 불안에 대처하는 능력을 강화하고, 결과적으로 개인의 웰빙과 정신 건강에 기여하는 것으로 밝혀졌다. 예를 들어, 이전 연구들은 회피 애착 유형을 보이는 개인이 배척을 당했을 때 스트레스와 고통을 덜 경험한다는 것을 보여주었다. 그러나 직장이나 학교에서 양질의 보육 시설을 찾는 것은 많은 가정에게 문제이다. NIHD의 최근 연구는 최고의 보육 시설이 아동의 안정적인 애착 관계에 기여한다는 것을 보여준다.
사람들은 이 문제에 대해 "보육 종사자 자격 및 면허에 대한 더 높은 기준, 아동 발달 및 애착 이론 교육 요구, 최소 2년제 준학사 과정뿐만 아니라 보육 직위의 급여 인상 및 지위 향상을 반영하는 입법적 이니셔티브"를 언급했다. 기업은 모든 직원에게 보육이 필수적임을 인식하는 보다 유연한 근무 방식을 도입해야 한다. 여기에는 육아휴직 정책의 재검토도 포함된다. 너무 많은 부모가 회사 정책이나 재정적 필요 때문에 출산 후 너무 일찍 직장으로 복귀해야 한다. 어떤 이유에서든 이는 초기 부모-자녀 유대 형성을 방해한다. 이에 더하여, 보육 종사자의 훈련 및 심사에 대한 관심이 증대되어야 한다. 애착 이론을 검토하는 그의 글에서 스위니는 여러 정책적 함의 중 "보육 종사자 자격 및 면허에 대한 더 높은 기준, 아동 발달 및 애착 이론 교육 요구, 그리고 최소 2년제 전문 학위 과정뿐만 아니라 보육 직위의 급여 인상 및 지위 향상을 반영하는 입법적 이니셔티브"를 제안했다.
역사적으로 애착 이론은 입원 또는 시설 아동, 그리고 품질이 좋지 않은 보육 시설에 있는 아동에게 중요한 정책적 함의를 가졌다. 비모성 양육, 특히 집단 환경에서의 양육이 사회 발달에 유해한 영향을 미치는지에 대한 논란은 여전히 남아 있다. 연구에 따르면 질 낮은 양육은 위험을 수반하지만, 양질의 대안 양육을 경험한 아동은 잘 대처한다는 것이 명백하다. 그러나 집단 환경에서 양질의 개별화된 양육을 제공하는 것은 어렵다.
애착 이론은 가족법상 친권 및 면접교섭권 분쟁에 함의를 가지며, 위탁 부모가 위탁 아동을 입양하는 신청에도 적용된다. 과거에는 특히 북미에서 주된 이론적 틀은 정신분석학이었다. 점차 애착 이론이 이를 대체하면서 경제적 복지나 생모와 같은 당사자의 자동적인 우선순위보다는 양육자 관계의 질과 연속성에 초점을 맞추게 되었다. 마이클 러터는 영국에서 1980년 이후 가정 법원이 애착 관계의 복잡성을 인식하는 방향으로 크게 전환했다고 언급했다. 아동은 양쪽 부모 및 종종 조부모 또는 다른 친척과 애착 관계를 형성하는 경향이 있다. 판결은 계부모 가족의 영향과 함께 이를 고려해야 한다. 애착 이론은 고정된 용어보다는 역동적인 사회 관계의 중요성을 강조하는 데 결정적인 역할을 했다.
애착 이론은 사회사업, 특히 인본주의 사회사업 (페트루 스테파로이)에서의 결정에 정보를 제공할 수 있으며, 위탁 양육 또는 기타 배치에 관한 법원 절차에도 적용될 수 있다. 아동의 애착 필요성을 고려하는 것은 배치 옵션이 제기하는 위험 수준을 결정하는 데 도움이 될 수 있다. 입양의 경우, "폐쇄" 입양에서 "개방" 입양으로의 전환과 친부모 찾기의 중요성은 애착 이론을 바탕으로 예상될 수 있다. 해당 분야의 많은 연구자들이 이에 강하게 영향을 받았다.

### 아동 임상 실습
애착 이론은 발달심리학의 주요 과학 이론 중 하나이자 현대 심리학에서 가장 광범위한 연구 분야 중 하나이지만, 최근까지 임상 실습에서는 덜 사용되었다. 애착 이론은 어머니가 있을 때 아동의 주의와 어머니가 떠날 때 아동이 보이는 반응에 초점을 맞추는데, 이는 어머니와 아동의 애착과 유대를 나타냈다. 주의 치료는 아동이 치료사에 의해 제지되는 동안 이루어졌고 나타나는 반응이 기록되었다. 테스트는 아동의 반응을 보여주기 위해 수행되었다.
이는 부분적으로 볼비 자신이 임상 적용에 거의 주의를 기울이지 않았고, 부분적으로는 실무자들 사이에서 '애착'이라는 단어의 더 넓은 의미가 사용되었기 때문일 수 있다. 또한 애착 이론이 유사과학적 개입으로 잘못 알려진 애착 치료 또는 홀딩 치료와 오해의 소지가 있는 연관성 때문에 부분적으로 그럴 수도 있다.

#### 예방 및 치료
1988년 볼비는 애착 이론과 연구를 아동 및 가족 장애 이해 및 치료에 어떻게 사용할 수 있는지에 대한 일련의 강의를 발표했다. 변화를 가져오는 데 중점을 둔 것은 부모의 내적 작동 모델, 양육 행동, 그리고 치료 중재자와의 부모의 관계였다. 진행 중인 연구는 많은 개별 치료와 예방 및 개입 프로그램을 이끌어냈다. 개인 발달과 관련하여, 볼비가 이론화한 이론의 효과를 보여주기 위해 모든 연령대의 아동들이 테스트되었다. 이들은 개별 치료에서부터 공중 보건 프로그램, 위탁 양육자를 위한 개입에 이르기까지 다양하다. 영유아의 경우, 양육자의 반응성 및 민감성 향상에 초점을 맞추거나, 그것이 불가능할 경우 아동을 다른 양육자에게 배치하는 데 중점을 둔다. 애착은 애착 행동과 양육자 반응을 포함하는 양방향 과정이므로, 양육자의 애착 상태 또는 양육 반응에 대한 평가가 항상 포함된다. 일부 프로그램은 위탁 양육에 중점을 두는데, 애착 어려움을 겪는 영아 또는 아동의 애착 행동이 종종 적절한 양육자 반응을 이끌어내지 못하기 때문이다. 현대의 예방 및 개입 프로그램은 성공적임이 입증되었다.

#### 반응성 애착 장애 및 애착 장애
한 가지 비정형 애착 패턴은 실제 장애로 간주되며, 반응성 애착 장애 또는 RAD로 알려져 있고, 이는 인정된 정신과 진단(ICD-10 F94.1/2 및 DSM-IV-TR 313.89)이다. 일반적인 오해와 달리, 이는 '혼란 애착'과 동일하지 않다. 반응성 애착 장애의 본질적인 특징은 5세 이전에 시작되어 대부분의 맥락에서 현저하게 혼란되고 발달적으로 부적절한 사회적 관계성으로, 심각한 병리적 양육과 관련이 있다. 두 가지 하위 유형이 있는데, 하나는 탈억제된 애착 패턴을 반영하고 다른 하나는 억제된 패턴을 반영한다. RAD는 불안정한 애착 유형을 설명하는 것이 아니라(이러한 유형들이 문제가 될 수 있더라도), 임상적 장애처럼 보일 수 있는 연령에 적합한 애착 행동의 부족을 나타낸다. 비록 '반응성 애착 장애'라는 용어가 현재 웹과 유사과학적 애착 치료와 관련하여 DSM 또는 ICD 기준을 벗어나는 인지된 행동적 어려움에 일반적으로 적용되지만, "진정한" RAD는 드문 것으로 생각된다.
"애착 장애"는 모호한 용어이며, 반응성 애착 장애 또는 더 문제가 되는 불안정한 애착 유형(비록 이들 중 어느 것도 임상적 장애는 아님)을 지칭할 수 있다. 또한 이 용어는 해당 분야의 이론가들이 제시한 새로운 분류 체계를 지칭하는 데 사용될 수 있으며, 애착 치료 내에서 검증되지 않은 진단의 한 형태로 사용된다. 제안된 새로운 분류 중 하나인 "안전 기지 왜곡"은 양육자 외상과 연관된 것으로 밝혀졌다.

### 성인 및 가족 임상 실습
애착 이론은 인간 기능에 대한 광범위하고 포괄적인 관점을 제공하므로, 특정 치료 형태를 지시하기보다는 치료사의 환자 및 치료 관계에 대한 이해를 풍부하게 할 수 있다. 관계정신분석학 및 기타 접근 방식 내의 일부 정신분석학 기반 치료 또한 애착 이론과 패턴을 통합한다.

## 비판
제롬 케이건은 1984년 저서 『아동의 본성』에서 애착 이론의 핵심 가정, 특히 양육자와의 초기 애착의 질이 아동의 미래 복지에 결정적인 요소라는 개념에 도전했다. 그는 일련의 논문을 통해 초기 애착 경험의 중요성이 종종 과장되고 경험적 증거로 충분히 뒷받침되지 않는다고 주장했다. 그는 아동의 기질과 후기 발달이 초기 관계 경험 단독보다 생물학적 요인과 인지적 성숙에 더 강하게 영향을 받는다고 제안했다.
2010년 Journal of Personality에 실린 한 연구는 이탈리아 쌍둥이를 대상으로 ACE 모델을 사용하여 공유된 환경(양육의 공유 측면 포함)이 성인 애착 유형을 설명하는 데 "완전히 무관하다"는 것을 발견했다. 대신, 성인 쌍둥이의 애착 관련 불안과 회피 수준은 그들의 유전자와 비공유 환경(쌍둥이에게 달랐던 환경 측면)에 의해 완전히 설명되었다.
2013년 유타 주립대학교의 연구는 개인이 다른 사람과 관련하여 다른 애착 유형을 가질 수 있으며 "부모가 자녀와 떨어져 있는 시간은 애착의 중요한 예측 변수가 아니었다"고 제안한다. 애착 이론 모델은 어머니와의 애착에 크게 초점을 맞추며, 다른 가족 구성원이나 또래는 고려하지 않는다. 이 점은 로즈키 하셀딘도 지적했다. 살바도르 미누친은 애착 이론이 모-자 관계에 초점을 맞추는 것이 다른 가족적 영향의 가치를 무시한다고 제안했다: "아버지, 형제자매, 조부모, 심지어 사촌, 이모, 삼촌을 포함한 온 가족이 아동의 경험에 매우 중요하다... 하지만 애착 이론가들이 이야기하는 것을 들으면 아동의 삶에서 이 다른 중요한 인물들에 대한 이야기는 전혀 들리지 않는다."

2016년 심리학 게시물에 실린 한 기사에서는 개인의 애착이 상당 부분 유전 때문일 수 있다고 제안한다. 따라서 저자들은 "유전 가능성"을 공유 및 비공유 환경 영향과 구별할 수 있는 "행동 유전 설계"의 필요성을 지적한다.
2018년 한 논문은 애착 이론의 보편성 주장을 비판하며, 이 이론이 서구 중산층 가치를 기반으로 하며 다양한 문화권의 양육자 양육 관행을 무시한다고 강조한다. 이 논문은 서구의 양육 규범을 지역 문화를 이해하지 않고 비서구 맥락에 적용하는 것이 과학적으로 결함이 있고 윤리적으로 문제가 있다고 주장한다.

## 같이 보기
- 불안-몰입 애착

## 참고 자료
- Bowlby, J (1953). 《Child Care and the Growth of Love》. London: Penguin Books. ISBN 978-0-14-020271-7. Version of WHO publication Maternal Care and Mental Health published for sale to the general public.
- Bowlby, J (1971) [1969]. 《Attachment and Loss (Vol. 1: Attachment)》 1판. London: Penguin Books. ISBN 978-0-14-021276-1.
- Bowlby, J (1979). 《The Making and Breaking of Affectional Bonds》. London: Tavistock Publications. ISBN 978-0-422-76860-3.
- Bowlby, J (1982). 《Attachment and Loss (Vol. 1: Attachment)》 2판. New York: Basic Books. ISBN 978-0-465-00543-7. LCCN 00266879. OCLC 11442968. NLM 8412414.
- Bowlby, J (1999) [1982]. 《Attachment》. Attachment and Loss Vol. I 2판. New York: Basic Books. ISBN 0-465-00543-8. LCCN 00266879. OCLC 11442968. NLM 8412414.
- Craik, K (1967) [1943]. 《The Nature of Explanation》. Cambridge: Cambridge University Press. ISBN 978-0-521-09445-0.
- Elliot AJ, Reis HT (August 2003). 《Attachment and exploration in adulthood》. 《Journal of Personality and Social Psychology》 85. 317–31쪽. doi:10.1037/0022-3514.85.2.317. PMID 12916573.
- Holmes, J (1993). 《John Bowlby & Attachment Theory》. Makers of modern psychotherapy. London: Routledge. ISBN 041507729X.
- Karen, R (1998). 《Becoming Attached: First Relationships and How They Shape Our Capacity to Love》. Oxford and New York: Oxford University Press. ISBN 0-19-511501-5.
- Mercer, J (2006). 《Understanding Attachment: Parenting, child care, and emotional development》. Westport, CT: Praeger Publishers. ISBN 978-0-275-98217-1. LCCN 2005019272. OCLC 61115448.
- Prior, V; Glaser, D (2006). 《Understanding Attachment and Attachment Disorders: Theory, Evidence and Practice》. Child and Adolescent Mental Health, RCPRTU. London and Philadelphia: Jessica Kingsley Publishers. ISBN 978-1-84310-245-8.
- Tinbergen, N (1951). 《The Study of Instinct》. Oxford: Oxford University Press. ISBN 978-0-19-857722-5.

## 더 읽어보기
- Schore, Allan N. (1994). 《Affect Regulation and the Origin of the Self: The Neurobiology of Emotional Development》. Hillsdale, N.J.: L. Erlbaum Associates. ISBN 978-1-135-69392-3.
- Karen, Robert (February 1990). “Becoming Attached”. 《아틀란틱 먼슬리》.